# 密特拉教

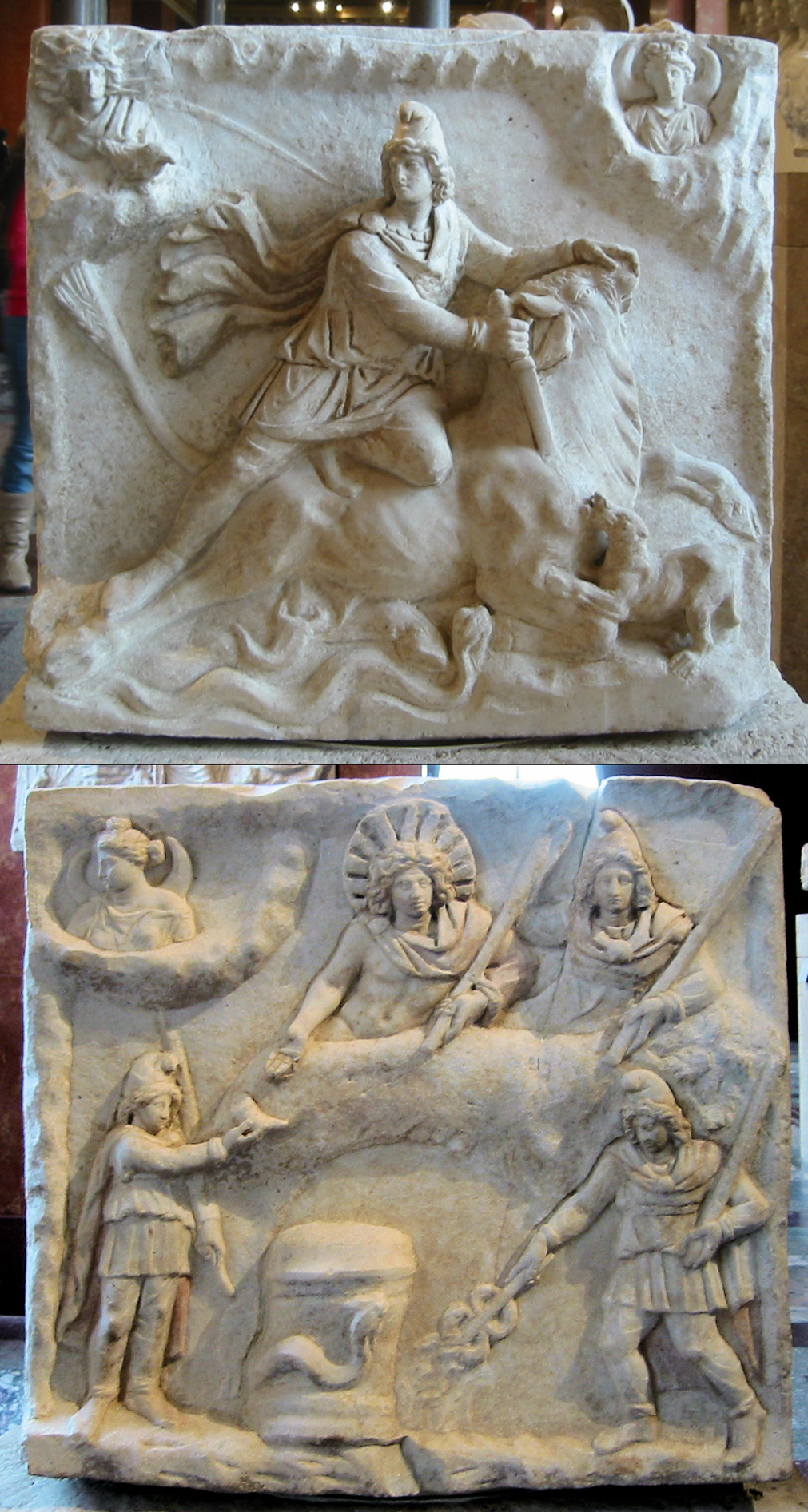
密特拉信仰的兩種形象。羅馬，2世紀至3世紀。（羅浮宮博物館）

密特拉教（英語：Mithraism），又譯米特拉教，也被稱為密特拉密教、密特拉秘儀（英語：Mithraic mysteries），是一支以波斯主神密特拉為信仰中心的希臘羅馬密教，大約1世紀至4世紀盛行於羅馬帝國境內。這支秘密宗教在羅馬軍隊中很受到歡迎，並且相當可能僅有男性教徒。
密特拉斯的崇拜者有一套深奧難解的七等級啟蒙與公共儀式的聖餐制度體系。密特拉教的入教者自稱syndexioi（音譯：辛德希歐耶），意即“藉著握手而團結（united by the handshake）”。他們的集會在建於地下的神廟進行著，乃名為密特拉寺，也被翻譯作“太陽式洞、太陽洞”；與其他希臘羅馬神廟有所不同，密特拉寺的建築刻意仿造密特拉斯宰殺牛的洞穴，今日依然有許多座的密特拉寺被留存著。
許多的考古發現，包括集會地點、宗教遺跡和文物，貢獻了現代有對於密特拉教的認識。密特拉斯的聖像場景顯示出祂從岩石中出生、宰殺公牛，以及與索爾神（太陽神）一起共享宴會等等的宗教形象。大約有420處場址已出土了與這項信仰有關的史料。發掘的文物項目當中約有1000個碑銘、700個屠牛場景（屠牛像）的例證，還有大約400個（密特拉教）其他古迹。據估計在羅馬至少會有680座密特拉寺。然而，並沒有來自這支宗教的書面記述或是神學理論留存下來；希臘文和拉丁文書籍中的碑文和節錄或是信息傳遞的參考文獻中只有零散的紀載，使得出土文物的解讀仍然存在著問題和議論。
古代羅馬人認為這支秘密宗教具有波斯人或是瑣羅亞斯德教徒的淵源。然而，自從1970年代初以來，占有主導地位的學術研究單位已經注意到波斯人的密特拉崇拜儀式和羅馬人的密特拉密教之間的差異，因此被認為是一個不同於祆教的獨特宗教。密特拉神在波斯與希腊、罗马之間信仰傳播階段的连续性被學者所讨论著。密特拉教有時被認為與早期基督教相匹敵，也有不少相似之處，譬如解放者－救世主、神職人員的等級制度（主教、長老、執事）、宗教性聚餐（聖餐）以及善與惡間的艱苦搏鬥（屠殺公牛／受難）。

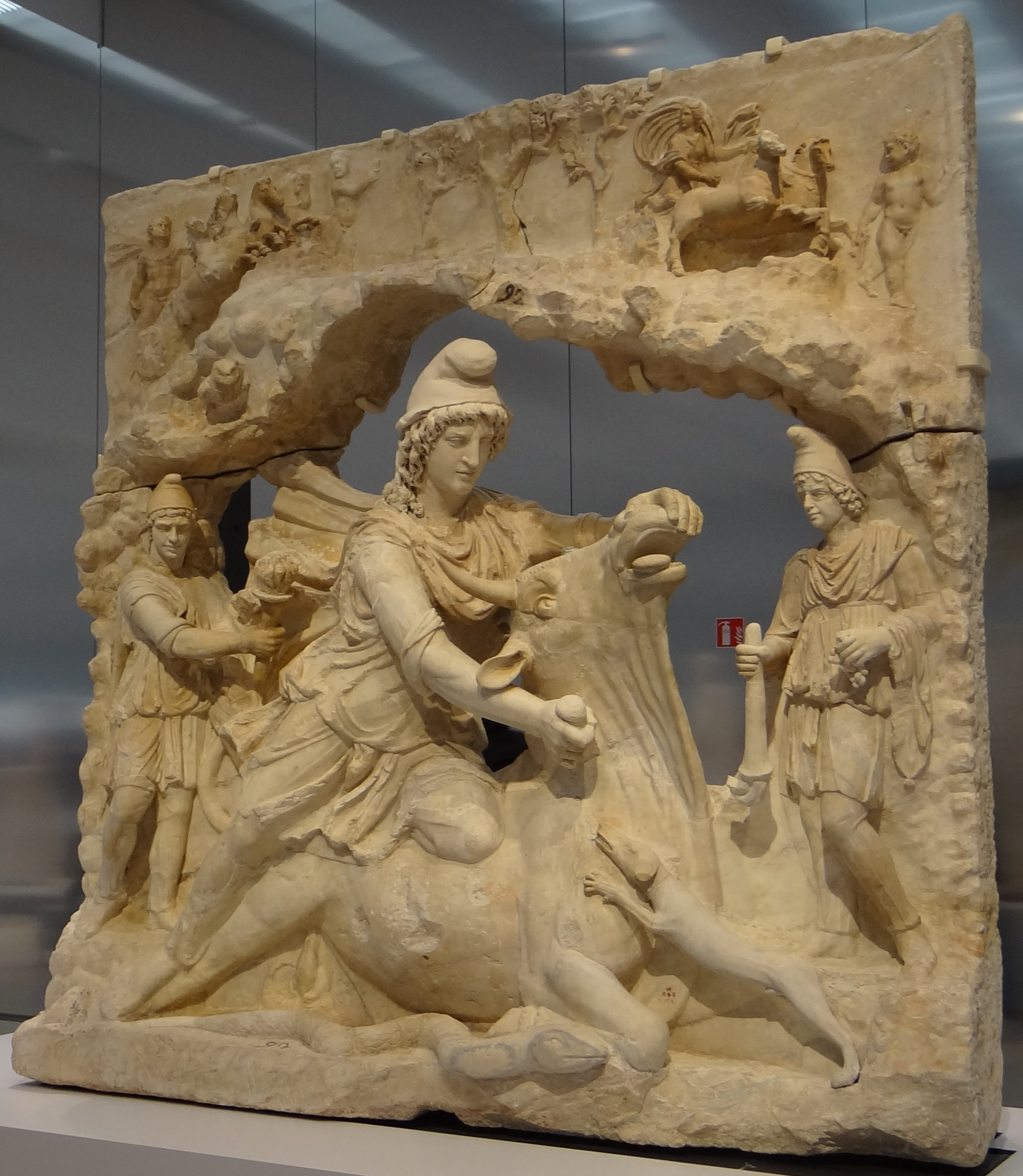
密特拉斯屠牛像，請注意此宗教意涵乃是代表一种自我救赎和牺牲。現今珍藏於羅浮宮朗斯分館（Louvre-Lens）。

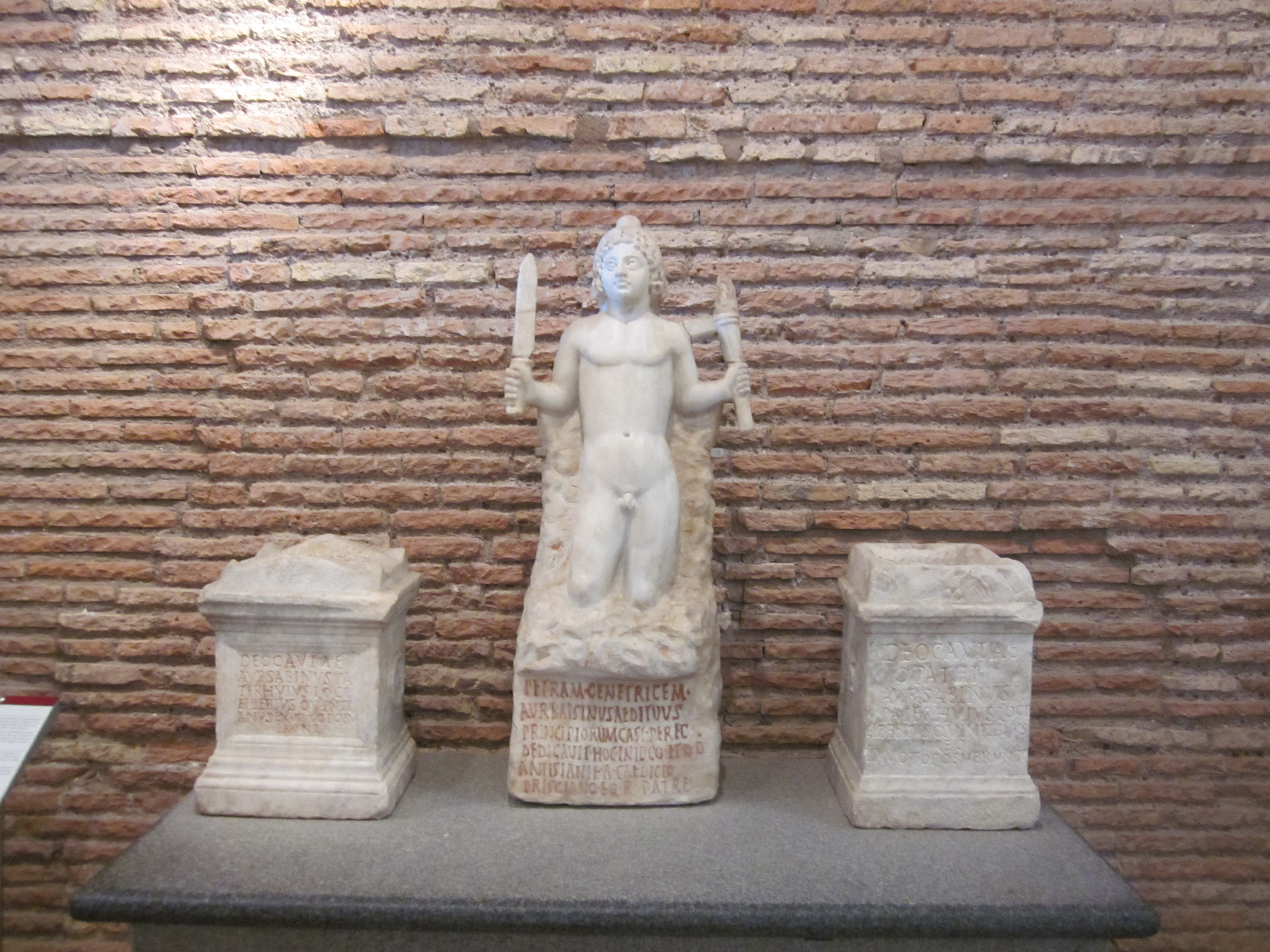
從岩石出生的密特拉斯以及密特拉教的文物。戴克里先浴场博物館（Diocletian Baths Museum）。

## 起源
請注意，為了防止翻譯過程中原意流失，以下各章節涉及到有關文獻引用將采取保留譯文與原文兩部分以供參照。
這支信仰神話的基本版本是由文獻史料來證實的，然而，最主要地，則是藉由在神廟之中的崇拜的偶像的描繪來做考証。不過後者難以做闡釋的。
密特拉教神話傳說可以肯定的版本是密特拉斯是從岩石之中出生的。祂在祂自己的神廟之中的屠牛像上被描繪成獵捕和宰殺一頭公牛（參見以下屠牛場景章節）。然後祂與司掌太陽神的索爾會面，索爾向密特拉斯表示服從。然後兩尊神祇便握手，並且在公牛皮上用膳。對於與此有關的信仰知之甚少。由歐布洛斯（Euboulos）與帕拉斯（Pallas）對這支宗教所著作的古代史冊已經佚失了。在拉丁文的密特拉教的宗教遺跡之中神明的名號確定是被尊為Mithras（密特拉斯，拉丁文原文中字尾有加‘s’），儘管Mithra這一字彙可能已被用於希臘文（Μίθρας）之中了。
有些宗教遺跡則會顯示出額外的神話情節。在杜拉·歐羅普斯的密特拉宗教繪畫中（《密特拉宗教聖蹟碑銘集成》〔Corpus Inscriptionum et Monumentorum Religionis Mithriacae，縮寫為CIMRM〕42號），故事是開始於眾神之王朱庇特與巨人之間的戰鬥。接下來是一尊留著鬍鬚的神祇橫臥靠在一顆岩石上的神秘描繪，連同在上方有一棵樹的葉子。這尊神祇有時被認為是俄刻阿諾斯。接著就描繪正規的密特拉教神話了。同樣的情節也出現在來自於維魯努姆（Virunum）的CIMRM 1430號中的浮雕裡，以及在來自於德國的CIMRM 1359號中的浮雕裡做為一個序幕。
在敘利亞境內位於哈瓦蒂（Hawarte, Hawarti or Huarte）密特拉寺內的宗教繪畫中，有出現更進一步的神話場景。密特拉斯被描繪為在祂的腳下束縛了一隻惡魔；而在另外一個場景之中，密特拉斯則被描繪為正打擊著由惡魔所操控的城市。這些場景似乎遵循著正規的神話故事。

## 名號
“密特拉教”是一個現代（學術）規範下的一個專有名詞。羅馬時代的作家通過諸如“密特拉密教”、“密特拉斯的秘密宗教”或是“波斯人的秘密宗教”等叙述來提到祂。現代資料有時將希臘羅馬（密特拉）宗教稱之為“羅馬密特拉教”或是“西方密特拉教”以區別來自於波斯人的密特拉崇拜。

### 詞源

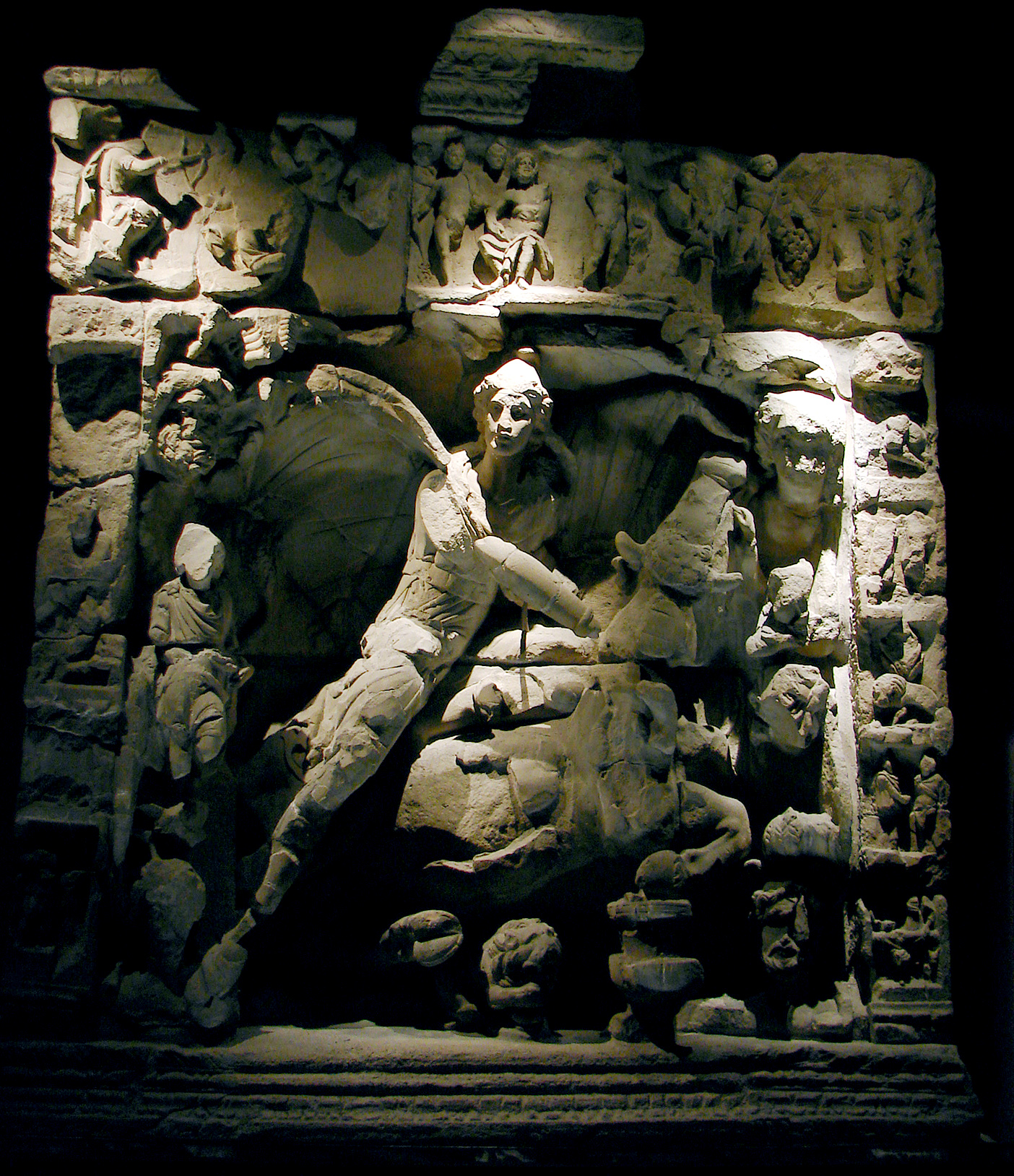
密特拉密教的屠牛像之淺浮雕，位於法國梅斯。

密特拉斯乃古代波斯的真理與光明之神、太陽神、羅馬密特拉教的主神，在英文文獻中Mithras'為拉丁文形式，等同於希臘文的“Μίθρας”，後來轉入英文。）的名号是Mithra（密特拉）名號的另一種形式的寫法，這乃是（源自於）古波斯神祇的名號– 自從弗朗茨·庫蒙的時期以來透過研究密特拉教的學者即是以這樣關係聯繫所做出的理解。這名號的一個早期希臘文型態之例證是藉由西元前四世紀色諾芬的著作，即為《居魯士之教育》一書中所得知而來的，這是一部撰述著波斯君王居魯士大帝的傳記。
拉丁文或者是古典希臘文字形的確切型態是由於語法的變格過程而讓字彙呈現了變化。有考古學的證據表明著在拉丁民族的崇拜者中將神祇名號的主格型態写為“Mithras”。然而，在這波菲利希臘文本De Abstinentia（為拉丁文寫法；希臘文：«Περὶ ἀποχῆς ἐμψύχων»；漢譯：《禁慾》）的著作之中，即有提到了現今已經失落的一段以歐布洛斯和帕拉斯為依据的密特拉密教佚史，這些的纂輯意味著這些作者將“Mithra”這個名號視為一個不变化的外來語詞彙。
在其他的語言中有關於密特拉神的名號還有包括著：
- 梵文中的密特拉，在《梨俱吠陀》之中是一個讚美的神的名號。[24][25][26]在梵文之中，“mitra”的意思是指“朋友”或者是“友誼”。[27]梵文中對這尊神明的名號的寫法有兩種：“Mitra”以及“Mitrah”，這是一尊與伐樓拿有關的吠陀神明。
- mi-it-ra-這詞彙的型態，在一份西臺和米坦尼王國之間的和平條約中有發現到，年代出於約西元前1400年左右。[27][28]

伊朗文的“Mithra”以及梵文的“Mitra”被認為是來自印度-伊朗語的一個詞彙“密特拉”意思是契約。
現代的歷史學者毋論關於這些名號是否指稱同一尊神明也有著概念上的分野。約翰·R. 亨尼爾斯（John R. Hinnells）曾寫過Mitra／Mithra／Mithras作為在幾種不同宗教中崇拜的單一神明。另一方面，大衛·烏蘭西（David Ulansey）認為屠牛的密特拉斯是一尊新的神明，祂在西元前一世紀開始被人們給崇拜著，並且向祂引用了一個古老的名號（來尊稱祂）。
瑪麗·博伊斯（Mary Boyce），為一位古伊朗宗教的研究員，執筆寫道儘管羅馬帝國的密特拉教彷彿顯得比歷史學者以前所認為的伊朗（宗教）的內涵更少，不過仍然是“如同密特拉斯這名號獨自的彰顯著，這個內涵是有些重要的。（as the name Mithras alone shows, this content was of some importance.）”。

## 證據和史料
密特拉教幾乎是完全從物質文物和獻納碑銘中所得知的。總共，已經揭露了400多個與密特拉教相關的考古發現點，連同約1,000個獻納碑銘和1,150件雕塑。
很少有當代的書面文字史料來源，並且大部分留存下來都是教外人士的觀點。提及密特拉教的資料可以在以下文獻中找到：
- 普魯塔克，《庞培的生平》（Life of Pompey）24；
- 波菲利，《在寧芙的洞穴》（On the Cave of the Nymphs）6、15-16、17-18、24-25；
- 波菲利，《戒除葷食》（拉丁文：De Abstinentia ab Esu Animalium；英文：On Abstinence from Animal Foods）4.16；
- 特土良（約西元200年），《在軍隊的花冠上》或者是《在士兵的花冠上》（On the Military Crown or On the Soldier's Crown）15；
- 奧利振（西元240年左右）《反駁克理索》（希臘文：Κατά Κέλσου；英文：Against Celsus）6.22。[a]

有關密特拉教之所以缺乏優良的文字書面資料主要原因是由於其作為一支秘密宗教的地位，其中聖像以及儀式的意義也唯有入教者才能夠被准許知道的秘密。教內人士沒有去記錄他們宗教的詳細內容，而且教外人士是對他們也是並不太了解的。這顯然使得歷史學家難以理解，所以目前關於密特拉教有很多教義仍然是未知的。

## 宗教中的聖像

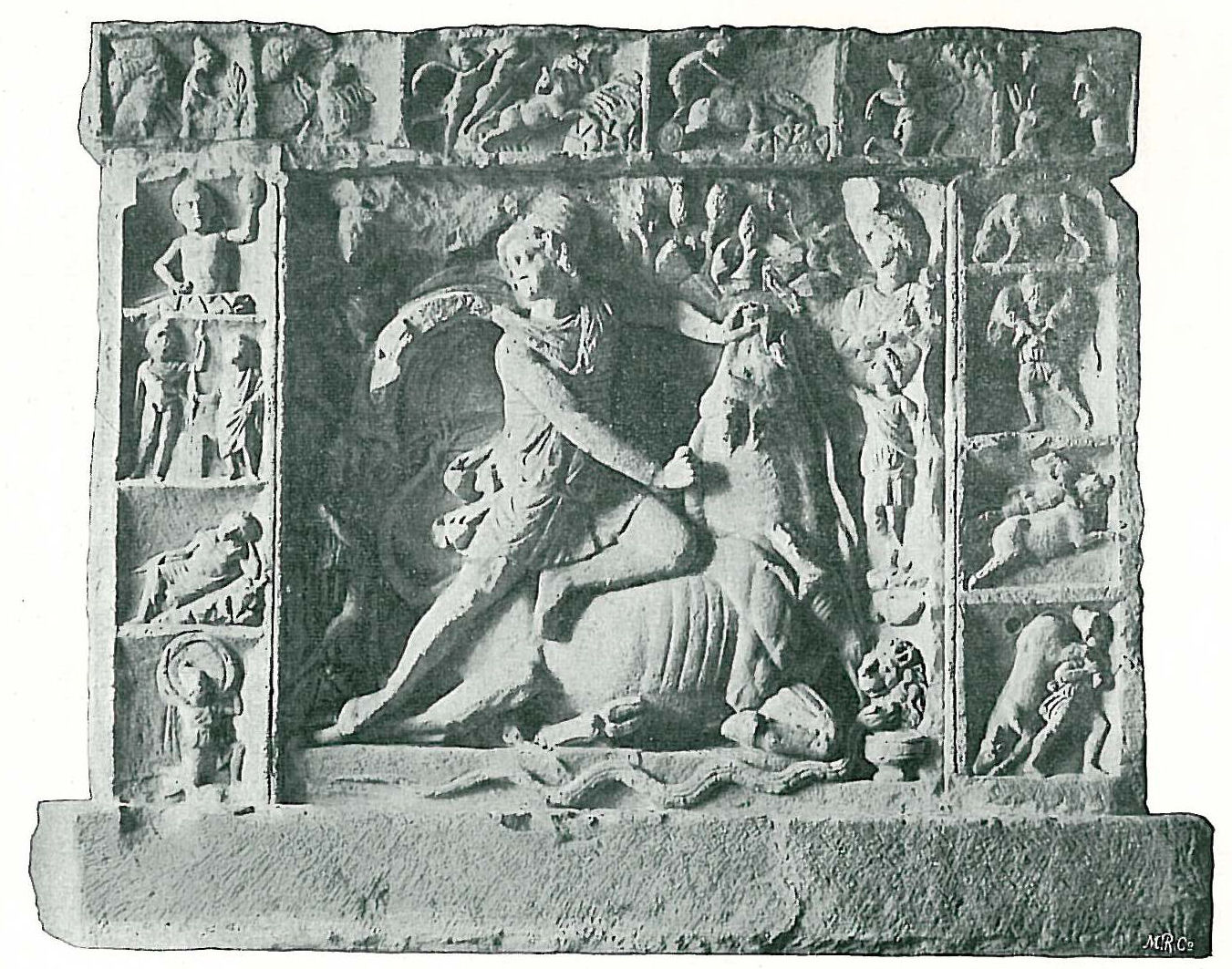
密特拉斯作為屠牛者身份的浮雕，出自海德堡附近的新故乡（Neuenheim）区，左右方與上方框架內的浮雕則是由密特拉斯的人生場景所構成。

很多關於密特拉斯的信仰只有從浮雕和雕塑才能得知。並且已經有很多人努力的嘗試來解釋這種史料。
密特拉斯崇拜在羅馬帝國中的具體特點是神靈屠殺公牛的聖像。密特拉斯其他的聖像則被安座在羅馬神廟內，譬如密特拉斯與索爾（羅馬太陽神）一起的宴會，以及描繪著密特拉斯從岩石中誕生的聖像。但是屠殺公牛的聖像（屠牛像）總是在壁龕中央重要的位置。用於重建這個宗教聖像背後神學理論的文本來源是非常稀少罕見的。（請參閱以下章節──屠牛場景的解譯）
描繪神靈屠殺公牛聖像的做法似乎是明確地特定于羅馬密特拉教。根據大衛·烏蘭西所述，這個“或許是最重要的例證”有關於伊朗和羅馬（宗教）傳統之間明顯的區別：“…沒有證據顯示伊朗的神明密特拉與屠殺公牛有任何關係。”。

### 屠牛場景
在每一座密特拉寺裡面核心部分就是密特拉斯宰殺一頭聖牛雕像的表現方式，稱之為“屠牛像、屠牛神像”或者是香港人所稱的“劏牛像”（英文文獻中的專有名詞為：Tauroctony）。
聖像的形式可能是以浮雕的方式呈現，或者是採用獨立式的雕塑，並且在側面的細節也許是存在或者是省略。這中心部分是密特拉斯穿著安納托利亞地區的服裝並且頭上戴著一頂弗里吉亞無邊便帽；祂跪在一隻筋疲力盡的公牛身上，其中握住牠（公牛）的鼻孔是以祂的左手來行使的，並且祂右手拿著利器刺入公牛的頸部。當他這樣做時，祂轉過頭來朝向索爾神像看了一下。一隻狗和一條蛇的頭伸向牛的血液。一隻蠍子則箝住公牛的生殖器。一隻烏鴉正在周遭飛舞或是坐在公牛身上。從公牛的尾巴看到三支小麥穗露出，有些時候的聖像造型則是小麥穗從傷口露出來的。這頭公牛通常是白色的。神明以不自然的方式坐在公牛身上同時以祂的右腿壓制住公牛的蹄並且左腿彎曲以及靠在公牛的背部或腹部上面。兩名火炬手各站於一側，穿著同密特拉斯一樣，考泰斯將祂的火炬向上者以及考托佩斯將祂的火炬向下者。有時候聖像的造型中考泰斯與考托佩斯是帶著牧羊人的曲柄杖來替代火炬。

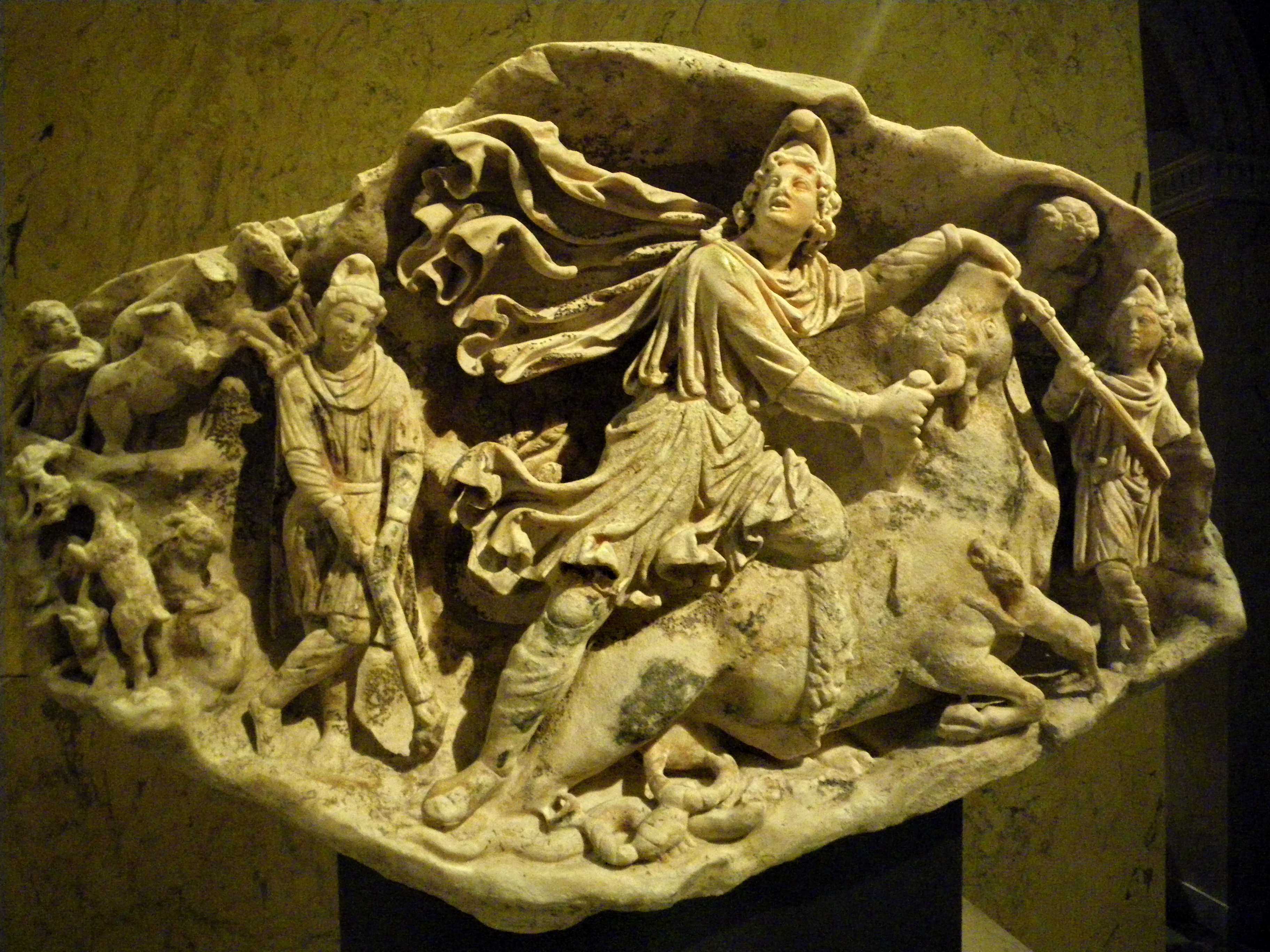
屠牛像，出自於奧地利維也納藝術史博物館。

這項宗教儀式舉行的地點是在洞穴裡，密特拉斯帶著公牛進入洞穴內，在對牠獵殺之後，（密特拉斯）騎坐在牠背上並且壓制牠的力量。有些時候洞穴是由一個圓圈所圍繞著，黃道十二星座的圖像則是呈現在圍繞洞穴的圓圈上面。在洞穴的外面，左上方，是司掌太陽的索爾，連同祂火焰般的頭冠，祂通常駕駛著一輛四馬雙輪戰車。一縷光線通常是射下來觸及到密特拉斯。位於右上方的神祇則是盧娜，與祂的盈月在一起，祂可能被描繪為駕駛著一輛二马双轮战车（biga）。
在一些聖像的描繪中，中央的屠牛像是由左方、上方以及右方的一系列附屬場景所構成的整體造型，主旨在說明關於密特拉斯故事中的事件；密特拉斯從岩石出生、水的神蹟、公牛的狩獵與騎乘、密特拉斯跪著謁見索爾、密特拉斯與索爾握手並且與祂分享公牛被支解後的膳食，以及乘坐一輛戰車升向天空。在某些情況下，就像這種斯達科（stucco，或譯為：灰泥）聖像的例子則是位在聖塔普利斯卡（Santa Prisca或者是聖普利斯卡〔St. Prisca〕）密特拉寺裡，寺中聖像的神明展現出英雄地裸體（heroically nude）。其中一些浮雕被夠造成以便於祂們（聖像）能夠在一個軸上轉動。在後面則是另一個形象的描繪，那是更加精緻的宴會場景。這是標明著屠殺公牛場景是在（密特拉教的）宗教儀式第一部分之中被使用著，然後這（公牛屠殺場景浮雕）被轉動後，跟著這二幕場景是在（密特拉教的）宗教儀式第二部分之中被使用著。除了主要的崇拜聖像之外，許多的密特拉寺具有幾個附帶（secondary）的屠牛像，以及一些小型便於攜帶的版本，或許是意味著由私人所奉獻的，（這類型的聖像）也是有被發現到。

#### 相關神靈
密特拉斯通常會被描繪成身邊有兩尊較小的神靈，服裝穿著與密特拉斯相同，手持著火炬。這兩位火炬手在密特拉斯宗教遺跡上被命名為考泰斯與考托佩斯。
在一些浮雕雕塑之中還有發現到的是一尊神秘的獅頭形象的神像，祂或許可能被稱為阿里曼紐斯（Arimanius）。
在密特拉教各種的宗教遺跡上有出現一名男性神祇留有絡腮鬍、斜倚著。這尊男神似乎就是俄刻阿诺斯，乃海洋的化身。
在某些宗教遺跡上可以遇見凱路斯這尊神祇的名號，例如CIMRM 1127號，其中考泰斯、考托佩斯、俄刻阿諾斯、凱路斯都有出現並被提到過的。密特拉密教的神靈凱路斯有時候被描繪成一隻老鷹俯越在被标有與行星或黃道十二星座符号在一起的天球上面。在密特拉密教的宗教背景（神靈的前後關係）下，祂（凱路斯）與考泰斯相關聯的以及也許可能是“永恒凱路斯”（Caelus Aeternus'；漢譯：“永恆的天空”）。多羅·李維（Doro Levi）聲稱阿胡拉·馬茲達在拉丁語中被呼喚為“永恆凱路斯·朱庇特”（Caelus Aeternus Iupiter）。有些密特拉寺的牆壁特徵是同俄刻阿諾斯與凱路斯一起的宇宙寓意之描繪。迪堡（Dieburg）的密特拉寺象徵著在法厄同－赫利俄多穆斯（Phaeton-Heliodromus）之下同凱路斯、俄刻阿諾斯和特勒斯（羅馬神話中的大地女神）一起的三部分世界。

### 宴會場景
在屠牛像之後的第二項最重要場景於密特拉密教藝術之中就是所謂的“宴會場景”了。宴會場景的特徵是密特拉斯和索爾·無敵者在被屠殺的公牛皮上進行著宴會。關於明確具體的宴會場景則是呈現在菲亚诺罗马诺地區的浮雕上，其中一名火炬手將商神杖指向祭壇的基座，商神杖的頂端似乎湧現出火焰來。罗伯特·图尔坎（Robert Turcan）認為由於商神杖是屬於墨丘利（即希臘神話中的赫耳墨斯）所擁有的神器，並且在神話中墨丘利是被描述為一名普绪科蓬波斯（psychopomps，乃古希腊神话裡负责接引死者灵魂的神祇们，也就是冥府使者），在這個場景中火焰的引發是指著人類靈魂的調遣並且就這件事情表達了密特拉密教的教義。图尔坎也將這個事件與屠牛像聯繫起來：被屠戮的公牛血液已經在祭壇基座的地面上濡濕，並且從血液中靈魂被商神杖的火焰給引了出來。

### 從岩石之中誕生像

獅頭神的圖繪發現於C.瓦勒留斯·赫拉克勒斯（C. Valerius Heracles）與兒子們的密特拉寺，奉獻於西元190年，位在奧斯提亞·安提卡，義大利（CIMRM 312號）。

密特拉斯被描繪為從岩石中出生。祂被顯示為從岩石中出來的那時刻，就已經呈現在祂年輕時期的樣貌，連同以一隻手持著匕首以及另一隻手持著火炬。祂是裸體的，與祂的雙腿一同呈現出佇立的姿態，並且在祂的頭上佩戴著一頂弗里吉亞無邊便帽。
然而，（這樣從岩石出生的聖像之）形象有了變化。有時候他被顯示為如同一名兒童般地從岩石中出來，並且在某種情況下在祂一隻手上握有一個球狀物；有時會看到雷電。其中還有一些描述著火焰是從岩石再就是密特拉斯的帽子噴發出來的。有一座雕像的底座有穿孔以便能夠作為噴泉的功能，並且在另一個底座則有水神的面像。有些時候密特拉斯還擁有著其他的武器像是弓與箭，並且還有伴隨著動物們例如狗、蛇、海豚、老鷹、其他鳥類、獅子、鱷魚、螯龍蝦以及蝸牛在祂周圍。在一些的浮雕上，有一尊留有鬍鬚的神祇身分经鉴定為俄刻阿諾斯，祂乃是水神，並且有些地方則是為四風之神。在這些浮雕中，四大元素可能一起被召喚。有时候維多利亞（羅馬神話中的勝利女神）、盧娜、索爾以及薩圖恩也似乎擔任著一個（重要任務的）角色。特別是薩圖恩通常是被看到將匕首交付給予密特拉斯以便祂能夠行使祂的偉大的事蹟。
在有些的描述中，考泰斯與考托佩斯也是有在場的；有時候祂們被描繪為牧羊人。
在某些情況下，能被看到一只雙耳瓶，並且有幾個情況表現出了像（密特拉斯從）蛋出生或是（密特拉斯從）樹誕生這樣的變化。一些解釋表明著密特拉斯的誕生是以點燃的火炬或是蠟燭（在宗教儀式上）被讚頌的。

### 獅頭形象

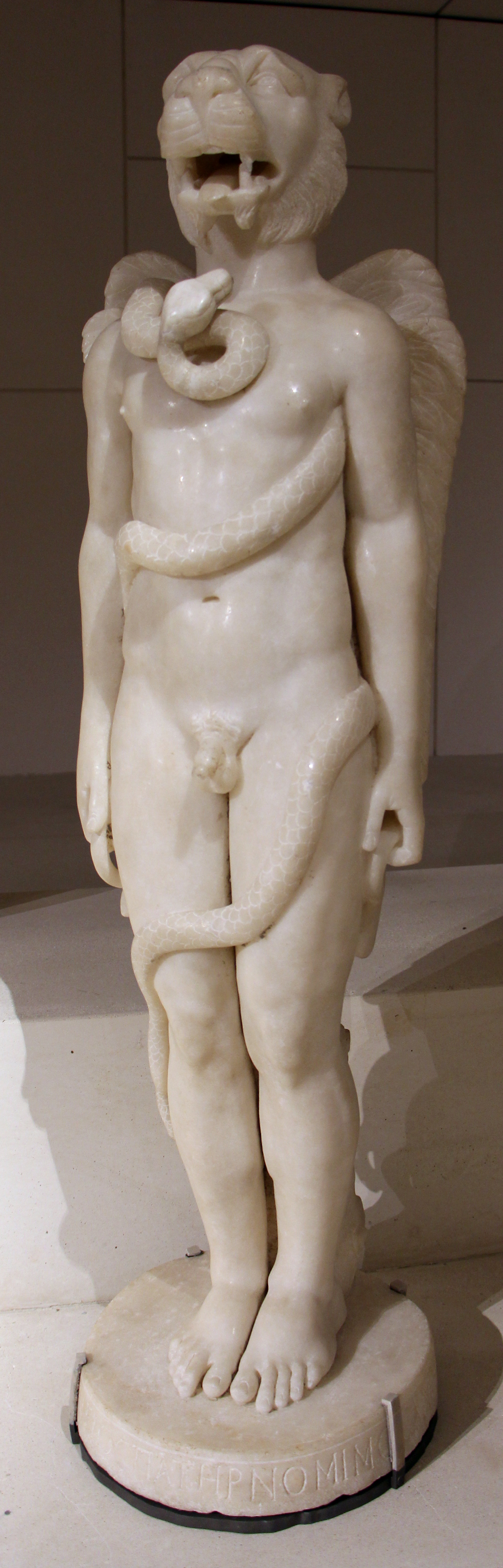
獅頭人身像的密特拉斯，出自於西頓密特拉寺。由弗拉維奧·杰罗修斯（Flavius Gerontios）於西元500所奉獻的（CIMRM 78號以及79號），現今珍藏在羅浮宮。

這支秘密宗教之中最具特色和人們對他們知之甚少、深奧難解的的特徵之一就是經常在密特拉密教神廟裡所發現到的裸體獅首人身像，經由現代學者以描述性的術語命名譬如leontocephaline或者是leontocephalus，在漢譯之中都是“獅首、獅頭”的意思；有時候leontocephaline被引申為獅頭神。他被一條蛇給纏繞著（或者是被兩條蛇所纏繞，像是一柄商神杖），蛇的頭部通常靠在獅子的頭上。獅子的口往往是敞開的，給予人一種威攝的印象。祂常常被人描繪成有兩對翅膀、一雙鑰匙（有時是單支鑰匙），以及握在祂手中的權杖。有些時候這尊神像是站在一顆刻有對角線交叉（diagonal cross）的球狀物上。在這裡所示的神像中，兩對翅膀意味著四季的象徵，並且在祂的胸部上則刻有雷電（希臘神話：宙斯／羅馬神話：朱庇特的神器）。在神像的基座上是伏爾坎的錘子和夾鉗、雞，以及墨丘利的法杖（即是商神杖）。這相同的神像還有一種造型上的變化，然而是以人類的頭部形象而不是獅子面像（lion-mask），也是有被發現到，但是很罕見。
雖然動物頭像的神祇在當時同時代的埃及和諾斯替神話的畫像表示法之中是很普遍的，但是與密特拉密教的獅頭神像完全相似的卻還沒有被發現到。這尊神像的名號已經從專門的碑铭上被解讀出來為阿里曼紐斯，乃是阿里曼名稱的一種拉丁文形式——即為瑣羅亞斯德教萬神殿中的一名惡魔。阿里曼紐斯從碑銘上得知祂被認為在密特拉密教信仰之中顯然是一尊神明，舉例來說，在從《密特拉宗教聖蹟碑銘集成》（CIMRM ）所收錄的圖片中像是源自奧斯提亞的222號、源自羅馬的369號，以及源自匈牙利潘诺尼亚（Pannonia）的1773號和1775號。碑銘上提到“阿里曼紐斯”為“deus（德烏斯）”，等於英文裡“a god”、中文裡“神明”的意思。
有些學者將這獅頭人身的神像鑑定為艾翁（或譯為：埃安）、或者是祖爾宛、或者是克洛諾斯、或者是柯羅諾斯，而其他人則聲稱祂是瑣羅亞斯德教之中阿里曼（拉丁文形式的）譯名。也有人推測著這尊神像是诺斯替教的造物主（Demiurge），（上帝之獅〔Ariel〕）伊達波思。儘管獅頭神像的確切身分被學者們所討論著，在很大程度上認定著神明與時間和季節的變化有關。一個例子是出自於西頓密特拉寺CIMRM 78號到CIMRM 79號。一位神祕主義術，D. J. 庫珀（D. J. Cooper），抱持著相反的推測論點認為獅頭神像並非神祇，而更準確地說是代表了在密特拉教之中的“精通”層次所達到的精神境界或是心靈狀態，即為獅子等級。

## 儀式和禮拜
根据馬騰·約瑟夫·費爾馬歇仁所述，密特拉密教的新年以及密特拉斯的聖誕是在12月25日。然而，羅杰·貝克（Roger Beck）非常地不同意（M. J. 費爾馬歇仁的觀點）。曼弗雷德·克勞斯（Manfred Clauss）陳述說：“密特拉密教沒有祂自己的公眾儀式。無敵者生日的節慶，於12月25日舉行，乃是一般普遍性的太陽節日，並且決不是特定於密特拉斯的密教（之節日）。”密特拉密教之新的教徒被要求發起一項保守秘密與奉獻（dedication）的誓言，並且有些等級儀式是涉及到教义问答书（catechism）的背誦，在其中入教者會被詢問到有關於起蒙入會象徵意義的一系列問題，並且（入教者）必須回答明確的答案。有一項這樣的教義問答書的例證，顯然地是關於獅子等級（Leo grade），被發現在一份殘缺不全的埃及莎草紙（P.Berolinensis 21196）上，並寫道：
譯文：
…他將會說：’何處…？
…他是／（你是？）在那個方面（在那時／在那上面）茫然不知所措？’說：…說：’夜晚’。他將會說：’何處…？’…說：’所有的事物…’（他將會說）：’…你稱為…？’…說：’因為夏天…’…已經成為…他／它有著火熱…（他將會說）：’…你接受／繼承了嗎？’…說：’在坑裡’。他將會說：’你在哪裡…？…（說）：’…（在那…）庙形坟墓。’他將會說：’你將會受束縛嗎？’那（神聖的？）…（說）：’…死亡’。他將會說：’為什麼，已經束縛了自己，…？’…這個（具有？）四條流蘇。十分銳利並且…’…非常多’。他將會說：…？（說：’…因為／通過？）熱和冷’。他將會說：…？（說）：’…紅色…亞麻布’。他將會說：’為什麼？’說：’…紅色邊界；亞麻布，然而，…’（他將會說）：’…已被包裹嗎？’說：’救世主的…’他將會說：’父親是誰？’說：’一尊（產生？）一切事物…’（他將會說）：’（’如何？）…你成為了獅子’說：’由那…父親的’。…說：’酒和食物’。他將會說’…？’
…在這七之中—…

原文：
... He will say: 'Where ... ?

... he is/(you are?) there (then/thereupon?) at a loss?' Say: ...
Say: 'Night'. He will say: 'Where ... ?' ...
Say: 'All things ...'
(He will say): '... you are called ... ?' Say: 'Because of the summery ...'
... having become ... he/it has the fiery ...
(He will say): '... did you receive/inherit?' Say: 'In a pit'. He will say: 'Where is
your ...?...
(Say): '...(in the...) Leonteion.' He will say: 'Will you gird?' The (heavenly?)
...(Say): '... death'. He will say: 'Why, having girded yourself, ...?'
'... this (has?) four tassels.
Very sharp and ...
'... much'. He will say: ...?
(Say: '... because of/through?) hot and cold'. He will say: ...?
(Say): '... red ... linen'. He will say: 'Why?' Say:
'... red border; the linen, however, ...'
(He will say): '... has been wrapped?' Say: 'The savior's ...'
He will say: 'Who is the father?' Say: 'The one who (begets?) everything ...' (He
will say): '('How ?)...
did you become a Leo?' Say: 'By the ... of the father'. ...
Say: 'Drink and food'. He will say '...?'

'... in the seven-...
（可以說）幾乎沒有密特拉密教的經典或者是高度秘密儀式的第一手記述保存下來；而關於前述的誓言和教义问答书則是例外，以及被稱為密特拉斯聖儀（Mithras Liturgy，或翻譯為：密特拉斯礼拜仪式）的文獻（也是如此），（這份文獻）乃是源自西元四世紀的埃及，其作為密特拉密教文獻的地位已受到了包括弗朗茨·庫蒙在內的學者所質疑。密特拉寺的牆壁通常是有粉刷的，並且在這裡往往擁有廣泛地的宗教圖畫知識庫保存著；還有這些，即連同著密特拉密教紀念碑上的碑銘一起，（因而）形成了密特拉密教文獻的主要來源。
儘管如此，由眾多密特拉寺的考古學（研究）清楚地表明著大多數的儀式是與筵席有關 ——因為食用餐具和食物殘渣幾乎總是會被發現到。這些往往包括著動物的骨頭再來就是非常大量的水果殘留物。尤其是大量樱桃核的存在會傾向於證實著仲夏（6月底、7月初）作為一個特別與密特拉密教慶祝活動相關的季節。這维鲁努姆《教徒名籍》（album），以刻著青銅名牌的形式，紀錄了正是發生在西元184年6月26日的密特拉密教紀念節慶的歡宴。貝克認為在這個日期的宗教慶典表明著夏至被賦予了特殊重要性；但是一年的這個時段和在仲夏時太陽極大的古老认识（觀點）正好相符合，同時也注意到像是利塔節（為凱爾特人的古夏至節）、聖約翰節前夕（St John's Eve），以及詹尼節（Jāņi，為拉脱维亚人庆祝夏至的节日）等具有同一原因的宗教象征性節慶。

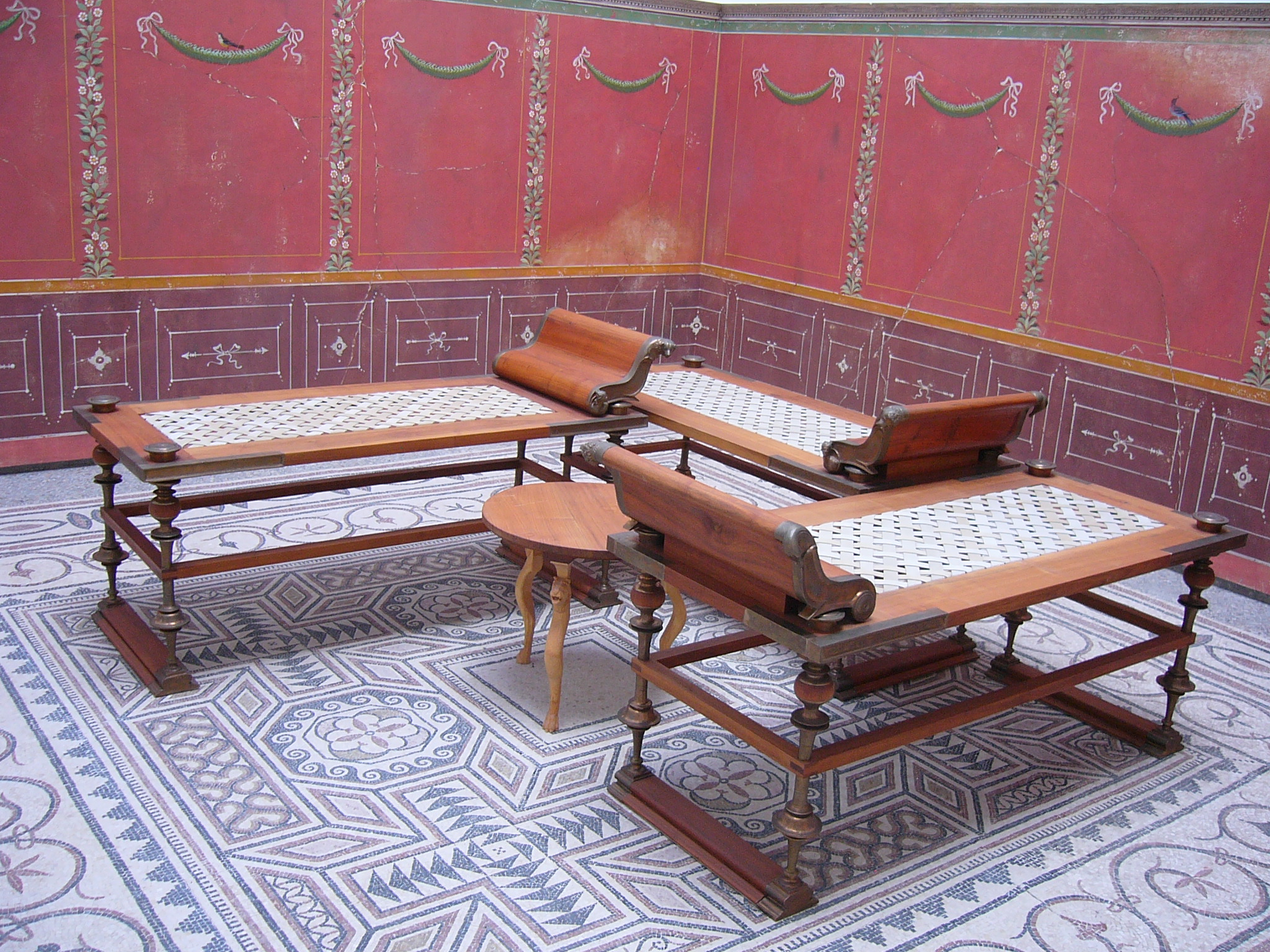
躺臥餐桌的歷史仿製品。

為了他們的盛宴，密特拉密教的入教者會倚靠在沿著密特拉寺長邊所安排的石製條凳上——通常可能會有15到30個食客的飯廳，但是很少會多於40多人。相對應著（這樣類型的）飯廳，或者是躺卧餐桌（triclinium，複數型態為：triclinia），在羅馬帝國境內幾乎任何神廟或宗教聖所的管轄區域被建築在地面上，而且這樣的廳室常常用在羅馬人他們‘會社（clubs）’，或者是同僚团体（collegium，複數型態為：collegia）的定期宴席。正如同僚團體對於有資格加入他們會社而言，密特拉密教宴席對於密特拉教徒而言或許也是執行著相似的作用；事實上，由於羅馬同僚團體的資格往往（嚴格地）只限於特定的家族、地方或傳統行業，而密特拉教可能有部分社交聚會是作為提供著非嚴格限定會員條件的會社。然而，密特拉寺的（寺院）規模不一定就能夠代表教眾人數的多寡。
每一座密特拉寺在最深處的盡頭會有幾個祭壇，是位在屠牛像的聖像下方，並且還通常包含相當數量的附屬祭壇，兩者都在密特拉寺的主室（chamber）以及位於前室（the ante-chamber）或者是前廳（narthex）。這些祭壇，其皆為標準的羅馬樣式，每個祭壇會帶有從特定的入教者中所獻納的題詞，特定的入教者向密特拉斯獻納祭壇“履行他的誓言（in fulfillment of his vow）”，乃因獲得恩惠而向神明致謝。燃燒過的動物內臟殘留物通常被發現在主要的祭壇上表明著祭品的定期使用。然而，密特拉寺通常顯示出沒有提供關於動物犧牲祭品的屠宰儀式（在羅馬宗教中的一項高度專業化功能），並可以依此推測著密特拉寺會為了他們與民間信仰的專業祭品執事（victimarius）合作而去提供這項服務地安排。每日對著太陽致以祈禱三次，並且星期日是特別神聖的一天。
密特拉教是否具有整體性與內部一貫的教義（對外人而言）是無法確定的。其可能因地方的差異而有所不同的變化。然而，在（從肖像學而言）聖像場景方面就相對地比較一致了。（密特拉教）其沒有最主要顯著的聖所或者是礼拜的中心；還有，雖然每一座密特拉寺都有（屬於）祂們自己的官員和負責人員，但卻沒有中央的監督管理機構。在有些密特拉寺之中，比如位在杜拉·歐羅普斯的那座（密特拉寺），壁畫描繪了攜帶捲軸的先知，但是既沒有提到過密特拉密教聖人的名稱是已知的，也沒有任何參考文獻提供任何（有關於）密特拉密教經典或教導的頭銜。眾所周知的是入教者可以將他們的等級從這一座密特拉寺轉移到另一座密特拉寺。

### 密特拉寺

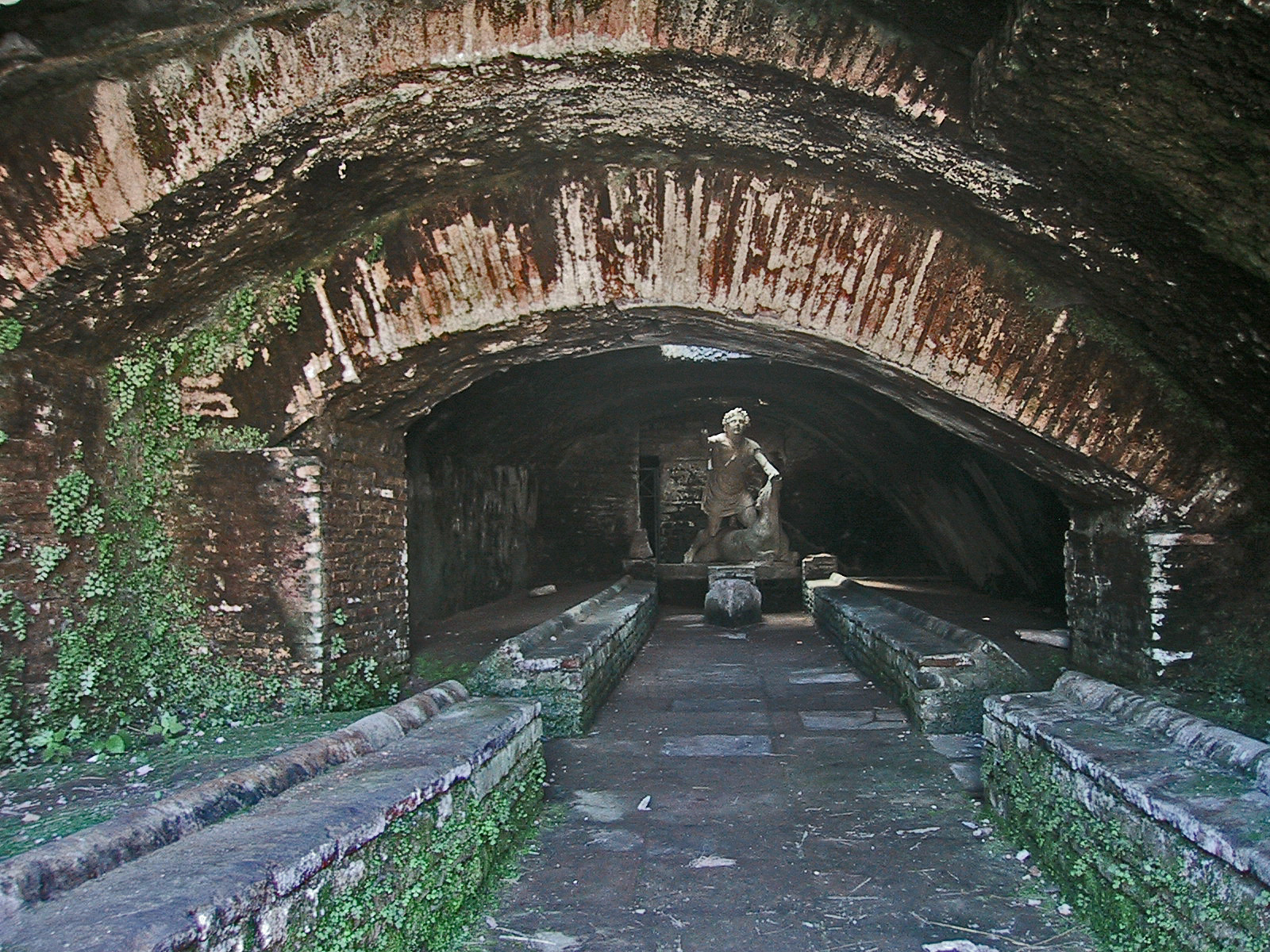
發現於義大利奧斯提亞·安提卡的一座密特拉寺遺址，現今依然能夠看到寺內的規模。（CIMRM 229號）

現代文獻中“Mithraeum（密特拉寺）”是一個現代新造的字彙，用以稱呼密特拉信仰的神廟。古代的密特拉教徒將他們的神聖建築称為“speleum”或者是“antrum”（洞穴）、“crypta”（地下過道或者是走廊〔underground hallway or corridor〕）、“fanum”（神聖或聖地〔sacred or holy place〕），乃至“templum”（神廟或者是神聖場所）。從比較具體的研究資料指出，在義大利境內的碑銘顯示出密特拉寺常常被稱為“spelaeum”；而在義大利境外則被稱之為“templum”。現存的密特拉寺遺跡向我們展現了密特拉信仰的神聖空間的實體建築結構，通常位在羅馬帝國境內；儘管分佈上的不均勻，以相当多的數量是發現在羅馬、奧斯提亞、努米底亞、達爾馬提亞、不列顛尼亞以及沿著萊茵河／多瑙河邊界；而在希臘、埃及，以及敘利亞則不太常見。
密特拉斯寺凹陷於地下、沒有窗戶，可以說非常獨特。室內的格局包含了一個中央過道，連同室內墻邊兩側都有凸起的的一排長椅（podium）。入口處常常會有一個前廳或者是前室，通常還會有用於準備或儲存食物的附屬廳室。密特拉寺往往是小規模的，外形不是特別的顯眼，並且是廉價地建造；這支信仰教派通常比較喜歡創造一個新的中心，而不是擴大現有的中心。在城市裡，密特拉寺可能是由一座公寓住宅大樓的地下室改造而成；在別的地方，他們可能是用挖掘的方法並將上方做成圓拱形的，或者是從天然洞穴來進行改造；由於無法負擔做拱頂的石材開銷，促使他們改採以板條和石膏做摹擬。密特拉寺之所以要如此建造，可以從波菲利的文獻中找到說明，他摘引了失落的歐布洛斯手冊陳述著密特拉斯是在一個岩石的洞穴裡被供俸著，一些學者推論密特拉寺象徵著密特拉斯宰殺公牛的洞穴。密特拉寺通常座落在靠近泉水或溪流之處；似乎一些密特拉密教的儀式需要用到淡水，並且水池通常被合併到建築結構的格局中。
根據沃尔特·布尔克特（Walter Burkert）所述，密特拉密教儀式的秘密性質意味著密特拉教只能在密特拉寺內實行。然而位在蒂嫩（Tienen）的一些新發現顯示出大規模筵席的證據，意味著密特拉教可能不像一般認為的那樣具有隱密性。
在其建築的基本形式中，密特拉寺與來自其他信仰的神廟以及神龕而言可是完全不同的。在羅馬宗教范围內的標準規範模式中，這神廟建築的功能是作為神明的宅舍（此乃傳承自古希臘人對於神廟建築的觀念），其用意是通過打開的門和柱狀門廊能夠來观察，在一個開放式的庭院中的祭壇上提供著供奉祭品的擺設；可能不僅能合宜地提供給崇拜的入教者，而且還可以提供給叩里朵雷斯（拉丁文：colitores，英譯為：ordinary worshippers，漢譯為：普通信徒）或者是未入教的朝拜者使用。密特拉寺則正好與此是相反的。

### 啟蒙儀式的等級
在《蘇達辭書》“密特拉斯”的條目下，它陳述著“沒有人是被准許加入他們（密特拉斯的秘密宗教）的，直到他將歷經幾次分等級的考驗而應該顯示出自己的聖潔和堅定。”。聖額我略·納齊安則指的是“在密特拉斯秘密宗教內的考驗（tests in the mysteries of Mithras）”。
進入密特拉教有七個啟蒙的等級，其由圣杰羅姆所列出的。曼弗雷德·克勞斯指出等級的數目，有七個位階，必須聯繫到行星。在费利奇西穆斯（Felicissimus）的奧斯提亞密特拉寺中之的馬賽克即有描繪出這些等級，與其象徵符號一起其（符號象徵）若非等級之象徵就是僅乃行星的符號。這等級在旁邊還有一份碑銘是他們表彰每個等級成為不同行星神祇所庇佑的狀況。按重要性的升序排列，這（七階）啟蒙的等級為：
| 渡鴉，有些中文譯為大乌鸦；或音譯科拉斯（Corax）、寇魯斯（Corux）或者是庫爾維克斯（Corvex） （即英文中的raven或者是crow） | 大口杯（beaker），商神杖。                                                                                                 | 水星／墨丘利 |
| 新郎；或音譯纽帕斯或者是寧福斯（Nymphus）、寧福布斯（Nymphobus） （即英文中的Bridegroom） | 灯，手搖鈴，面紗，饰环或者是帶狀頭飾（diadem）。                                                                           | 金星／維納斯 |
| 士兵；或音譯迈尔斯（Miles） （即英文中的soldier） | 羅馬行軍包，頭盔，槍矛，鼓，腰帶，护胸甲。                                                                                 | 火星／馬爾斯 |
| 獅子；或音譯里歐或者是里奥（Leo） （即英文中的lion） | 羅馬鐵鏟（batillum or vatillum），鐵搖子（sistrum），月桂花環，雷電。                                                      | 木星／朱庇特 |
| 珀耳塞斯或者是帕撒斯（Perses） （波斯人） ※詳見表下的解說。 | 斯基泰短剑（akinakes or acinaces），弗里吉亞無邊便帽，鐮刀，鐮刀狀的月亮與星星，機弦袋。                                   | 月亮／盧娜   |
| 赫利俄多穆斯或者是海路德米斯（Heliodromus） （太陽的信使〔sun-runner or sun-courier〕或者是太阳—旅行从仆） | 火炬，太陽神的聖像，赫利俄斯的鞭子，寬鬆長袍。                                                                             | 太陽／索爾   |
| 教父；或音譯佩特 （英譯為：father，即父亲之意） | 圓盤飾（patera），主教冠，牧羊人的棍棒，石榴石或者是紅寶石戒指，祭披（chasuble）或者是披肩，鑲有金屬線的精美長袍寶石飾物。 | 土星／薩圖恩 |
| ※在希臘神話之中，珀耳塞斯是埃塞俄比亞女王安朵美達與希臘英雄玻耳修斯的兒子，並且也天帝是宙斯之孫子。珀耳塞斯亦被認為是波斯人的先祖。他與海洋寧芙珀耳塞（Perse）一起被留在科塞亞（Cossaea）。而關於波斯人起源的說法方面，藉由類似於聲音的相似性，珀耳塞斯乃被視為與帕薩爾加德部落的阿契美尼斯是同屬一個人的。另外，阿契美尼斯是阿契美尼德王朝的同名祖先，他在西元前705年和西元前675年統治了伊朗南部。 | |              |

- 請注意（英语：Caveat lector）：在上表中，連結到宗教頭銜或者是隨身攜帶物僅僅是近似性的說明，因為作為一支口耳相傳的秘密宗教信仰，鮮少可靠的歷史參考文獻有留存下來。然而，類似的當代文物已經確定了，並且那是位在奧斯提亞·安提卡所座落的费利奇西穆斯密特拉寺之中，一項西元二世紀的馬賽克描繪了幾個密特拉密教的器具和符號。

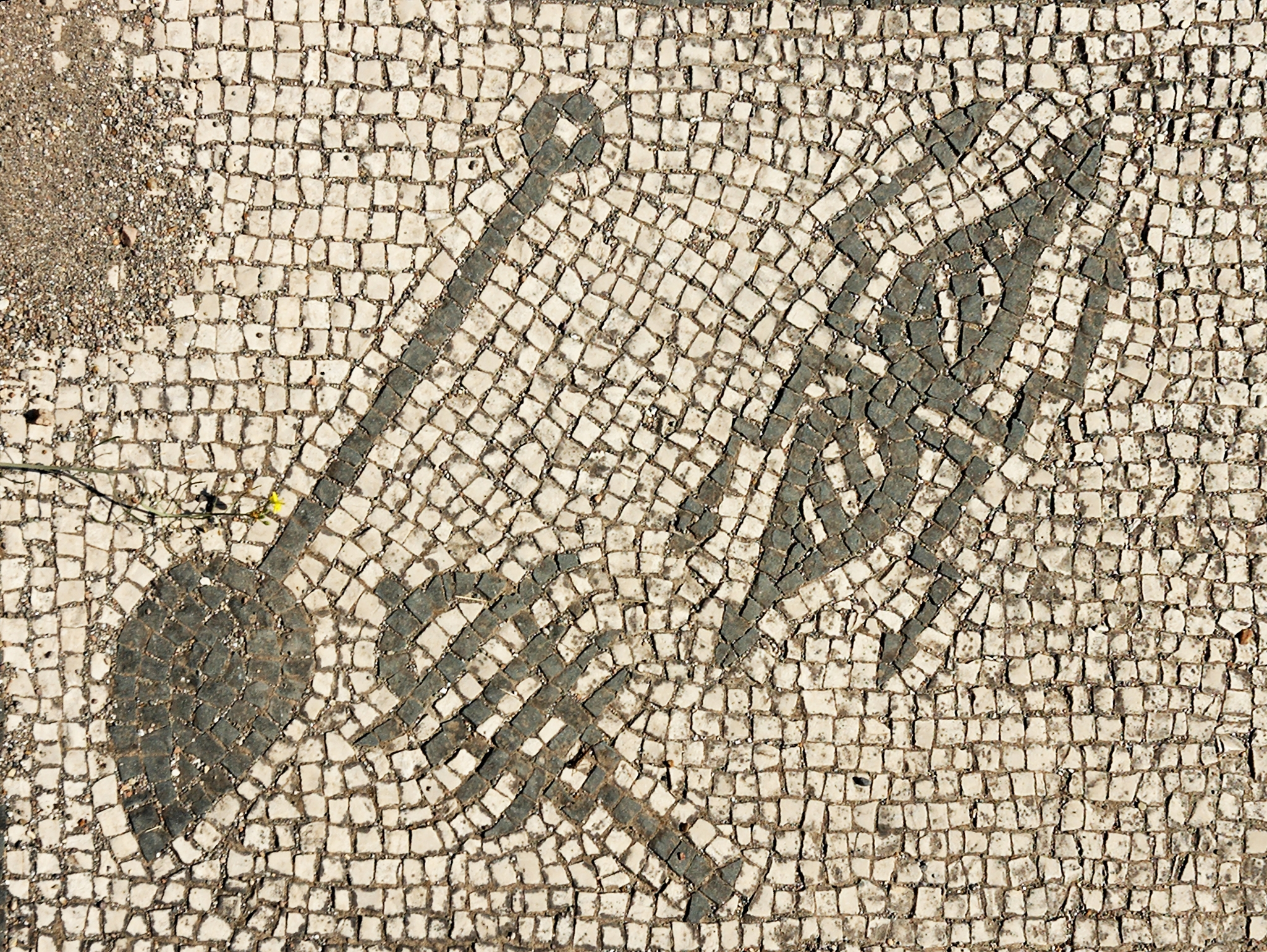
鏟子，鐵搖子，閃電。
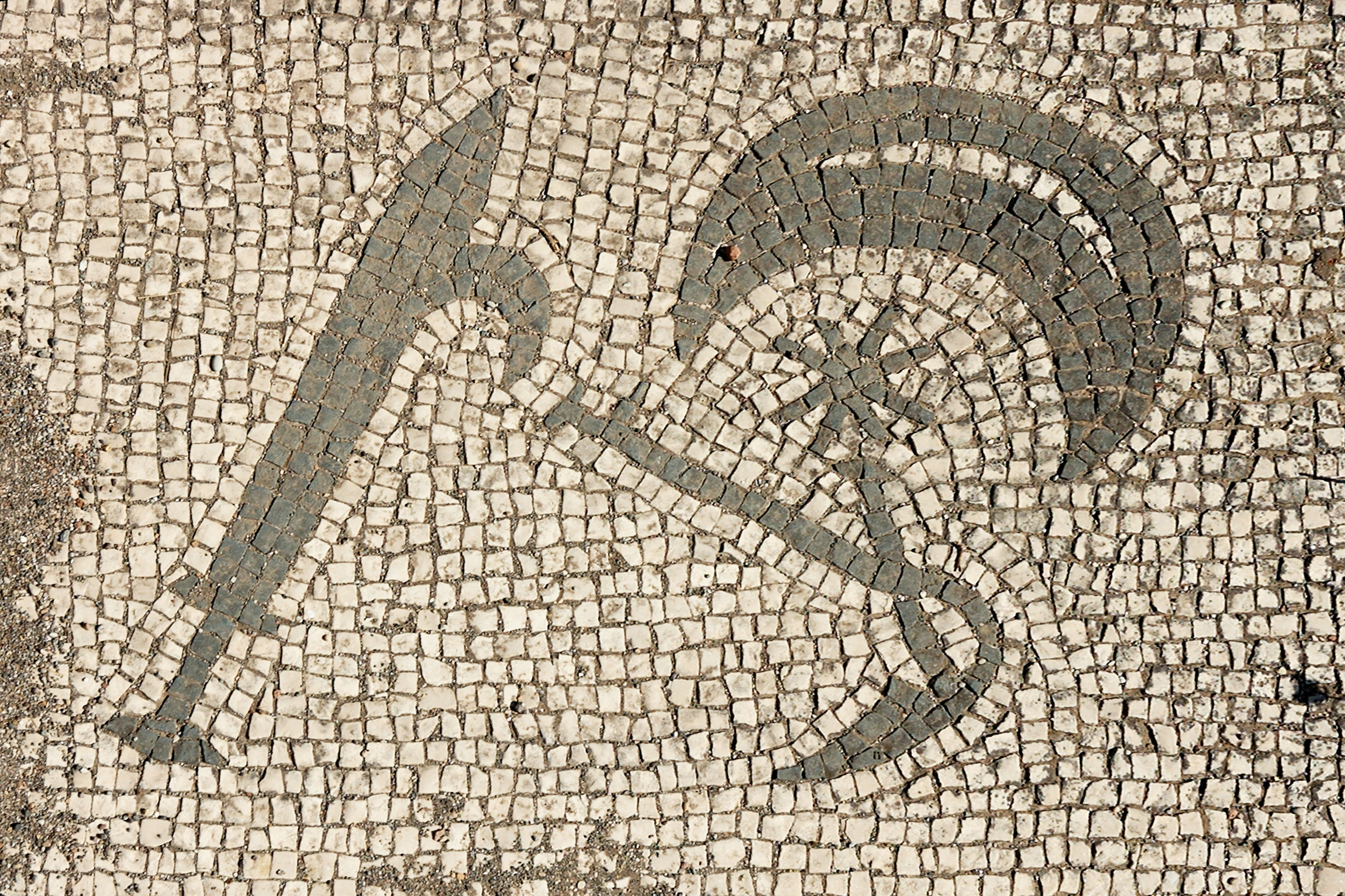
劍，盈月，星星，鐮刀。
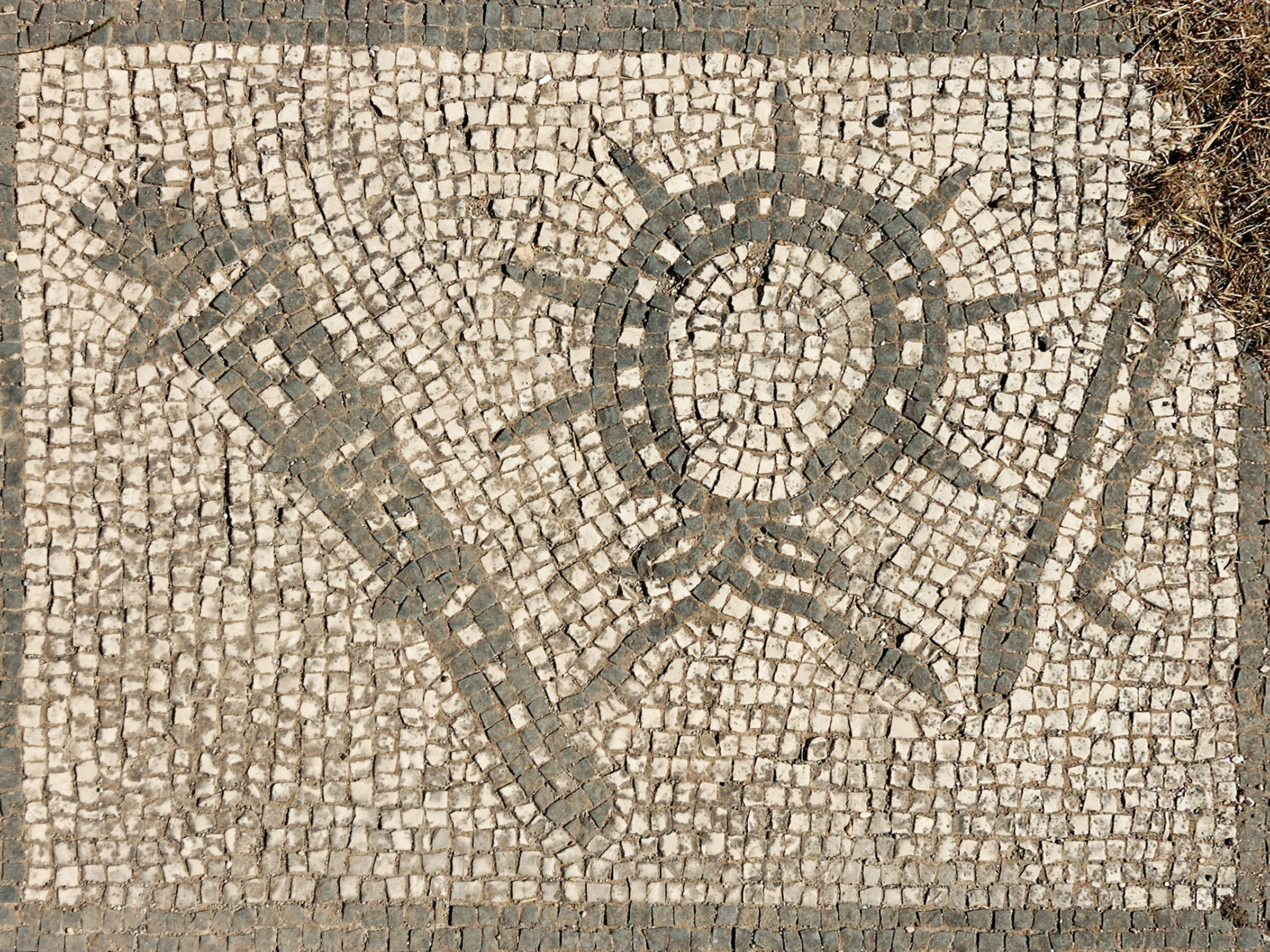
火炬，頭冠，鞭子。
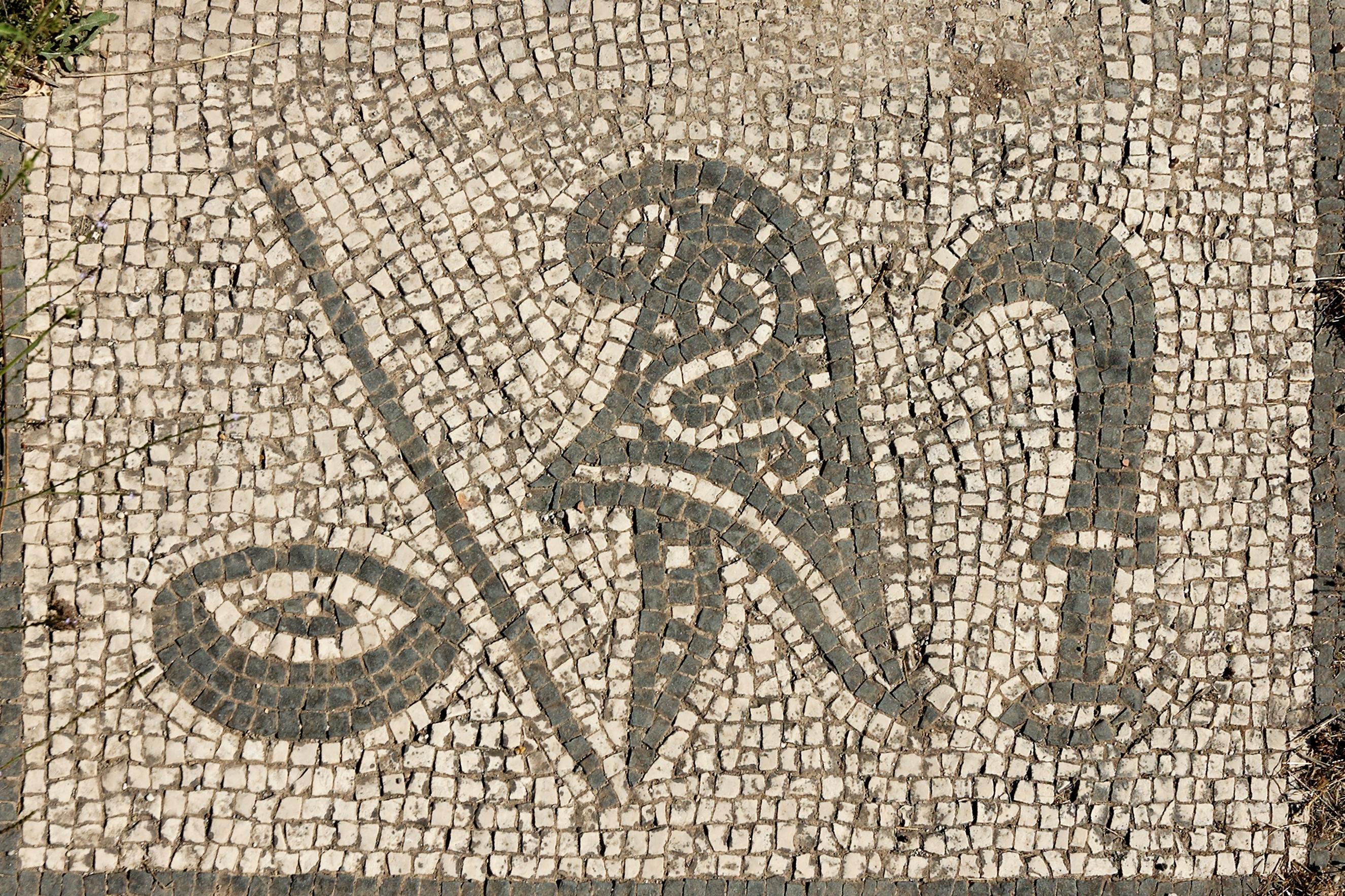
圓盤飾，棍子，弗里吉亞無邊便帽，鐮刀。

在别处，像是位在杜拉·歐羅普斯（的密特拉寺）一样，密特拉密教的題字保存了已紀錄的教徒名單，其中一座密特拉寺的入教者是以他們的密特拉密教等級命名的。而位在維魯努姆，這教徒名單或者是《奉聖教徒名籍》（album sacratorum）被保留為銘刻的牌匾，隨著入教的新教徒而逐年更新。通過前後參照交叉引用這些名單，其可以從這一座密特拉寺到另一座密特拉寺來追蹤到某些入教者；並且也還能推測性地去鑒定與密特拉密教入教者一起在其他當代名單上的人士，像是兵役名冊、有關非密特拉的宗教聖所皈依者的名單。祭壇和其他崇拜物品的奉獻碑銘中也發現了入教者的名稱。克勞斯在1990年總體的評論著，密特拉密教（的教徒）名稱的刻寫於西元250年以前只有約14%確認出入教者的等級──並因此質疑了傳統觀點即所有的入教者都屬於七個等級之一。克勞斯認為這些等級代表了不同階級的祭司，sacerdotes。理查德·戈登（Richard Gordon）則堅持以前默克尔巴赫（Merkelbach）及其他人的理論，特別注意到像杜拉（Dura）這樣子的例證，那裏所有的名字都是與密特拉密教等級相關聯的。有些學者主張這種做法可能會隨著時間的推移而不同，或者是從這一座密特拉寺到另一座密特拉寺有所差異。
這最高等級“教父”是很大程度上在獻辭和碑銘最常發現的──並且對於密特拉寺而言擁有幾個具備這個等級的男子其似乎沒有那麼的異乎尋常。這pater patrum（英譯：father of fathers；漢譯：父親的父親，引申為教父之父）是經常找到的類型，其似乎表明了“教父”具有主要的地位。有幾個人的例子可以說明，通常那些社會地位較高的人，進入密特拉寺（入教）具有“教父”地位──特別是羅馬（帝國）在四世紀‘異教復興’的期間。已经有人提出著（這樣的說法是）有些密特拉寺可能會頒發榮譽“教父”地位給予有同情心、和藹的高貴的人。
當這入教者進入每一個等級的地位時似乎會被要求去接受著特定具體的嚴峻磨難或者是考驗，其包括涉及曝露於熾熱、酷寒或者是具威脅性的險境。一處‘磨難坑（ordeal pit）’，可以追溯到西元三世紀初期，這已經在卡洛堡的密特拉寺獲得了確認。關於（羅馬）皇帝康茂德的殘酷壓迫之記錄是描述到他自己的滑稽行徑在於他通過以殺人形式頒布了密特拉密教啟蒙考驗的法令。到了西元三世紀後期，這所頒布艱苦考驗的法令似乎在嚴酷之中呈現緩和、減弱的趨勢，因為‘磨難坑’被填平了。
被准許接納而進入教團是連同了與“教父”一起握手（的象徵性儀式），就像密特拉斯和索爾握手一樣。這入教者乃因而被稱之為辛德希歐耶（syndexioi，那些由握手團結的人）。該宗教術語被用於普洛菲璨西烏斯（Proficentius）的碑銘以及被費爾米庫斯·馬特爾努斯在他所撰寫的《錯誤的世俗宗教》（ De errore profanarum religionum）一書中受到嘲諷，那是一部西元四世紀基督教責難異教的著作。在古代伊朗，握著右手是締結條約的傳統方式或者表示著雙方之間的一些莊嚴諒解。

### 儀式的重新制定

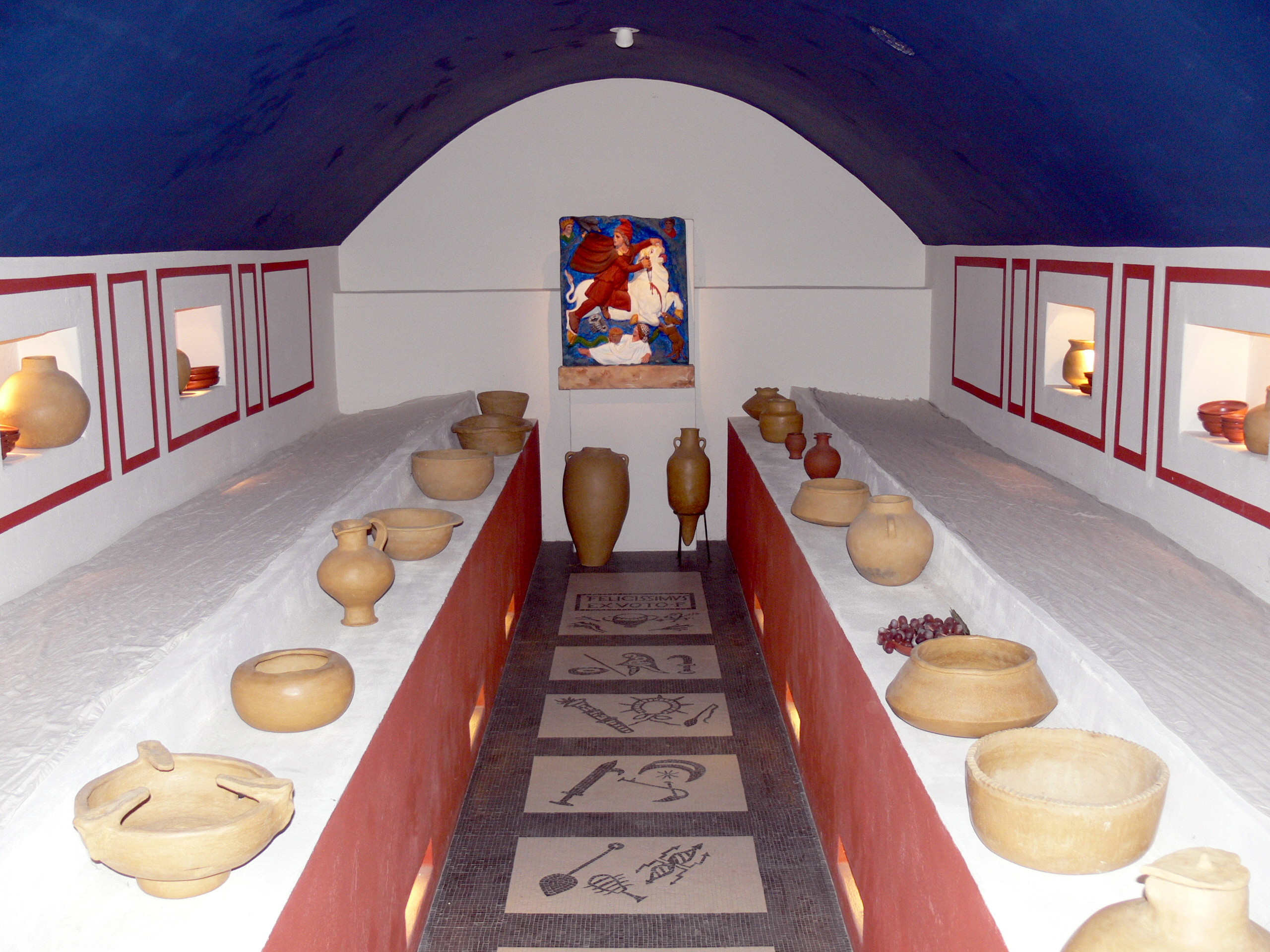
一座寺廟內部規模重建的密特拉寺同以馬賽克描繪的啟蒙等級象徵符號。

在密特拉密教場景之中最為顯赫的神靈行為，索爾以及密特拉斯，由在這信仰的等級制度中的兩名最高級長官在儀式裡所仿傚，此即教父和赫利多俄穆斯（Heliodromus）。入教者舉行了聖禮餐宴，重現了密特拉斯與索爾的宴會。
於美茵茨境內發現到一只杯子上的浮雕，似乎描繪出密特拉密教啟蒙（儀式）。在這一只杯子上，入教者
被描繪成被引導到一個位置，在這個位置上，“教父”將會打扮成密特拉斯以拉弓的姿勢坐著。伴隨入教者的是一位秘法家（mystagogue，神秘教義的解釋者、引人入秘教者），他向入教者解釋象徵符號和神學。儀式被認為重新制定成為了所謂‘水的神蹟’，在這神蹟方面是密特拉斯發射出一道閃電打入岩石中，並於此刻由這岩石便因而噴出水來了。
羅杰·貝克假设了第三個（宗教）遊行的密特拉密教儀式，這是基於美茵茨的杯子以及波菲利（兩方的史料）。這個所謂太陽的信使之遊行的特徵是以 赫利多俄穆斯（Heliodromus）作重要角色，由兩位代表分別代表考泰斯與考托佩斯的人士護送著（見下文）以及（遊行隊伍）前面是以一位士兵（Miles）等級的入教者為先導帶領根據太陽運行測量的歷程所制定（enactment）出圍繞著密特拉寺的宗教儀式，其儀式之意旨是想要表示著宇宙。
因此，有些人认为大多數密特拉密教儀式涉及到由入教者所重新設定在密特拉斯（神話）故事之中的一段情節，而這神話故事其主要內容是：一、從岩石中出生；二、以箭矢射向岩石而從中噴出水來；三、公牛的屠宰；四、索爾向密特拉斯的服從；五、密特拉斯與索爾在公牛（皮）上舉行宴飲；六、密特拉斯駕著一輛戰車升向天空（heaven）。這個神話故事的一項顯著特徵（並且其定期描繪保存下來的浮花雕飾設置）是女性人物完全不在。

### 神職人員
密特拉密教似乎沒有專業的神職人員。在宗教文物遺跡上也沒有發現這樣職位的特殊宗教術語。只有啟蒙等級的名稱以及正規標準長老會（collegium，例如：sacerdos〔祭司〕、antistes〔大祭司〕、hieroceryx〔英譯為：‘sacred herald’；漢譯為：神聖使者〕）的名稱才有被確認及證實。並且也沒有發現到關於profeta（先知）、pastophorus（主祭）、gallus（原文為“雄雞”之意，代表警醒、悔改、革新的意涵，有光明戰勝了黑暗寓意）或者是“fanaticus（全心全意投入宗教者、或是神職人員）”宗教名詞的提及與引用。
有幾個碑銘提到了“教父”（最高等級的入教者）或者是sacerdos（祭司）又或者是antistes（大祭司）作為負責人，並且似乎入教者的團體是集體地圣職者制度（sacrati）。波菲利（《戒除葷食》，4.16）陳述道密特拉密教的祭司被稱之為“渡鴨（ravens）”，但是這可能與該入教者等級的名稱產生混淆了。眾所周知的，其他秘密崇拜信仰教派也以自己的投票表決方式推選出了他們的“祭司（priests）”，並且在一段有限的時期內任職服務，加上還有人也提議道密特拉密教的團體也是這樣執行的。
在庫蒙的理論架構內認為這密特拉密教即是“罗马化的拜火教”，在他的杜拉文件論文之中庫蒙聲稱著──當時密特拉密教的祭司在別處被稱為sacerdos（祭司）或者是antistes（大祭司）──位於杜拉一位密特拉密教的神職人員被人尊稱為magus（法师，這一字彙的涵義為何──除了作為“方士（sorceror）”這個詞之外──被希臘人與羅馬人用來稱呼瑣羅亞斯德教的祭司，可以說是古波斯僧侣的一個尊敬稱謂，希臘文為：μαγος、μαγουσαιοι，在英文之中還可以寫作：Magusaeans或者是Magians）。但是還沒有證據能夠證明這一點。雖然magus（法师）這個字彙確實出現了一次（CIMRM 61號；AE 1940.228，發現於1934年）且是位在杜拉密特拉寺的三個字的墙面宗教刻字之中，然而並沒有跡象來表明其文字的意義。

### 教徒的资格
僅有男性的名字出現在現存刻写的教籍名單內。歷史學家包括了庫蒙和理查德·戈登所推論這個信仰只有男性才能入教。
古代的學者波菲利有提到在密特拉密教儀式中的女性入教者。然而，二十世紀初的歷史學家A. S. 格顿（A. S. Geden）寫道這可能是誤解所致。根據格頓所述，當時於東方的（宗教）信仰裡婦女在儀式之中的參與並不陌生，在這種情況下於密特拉教之中軍隊的主要影響力（因為當時從軍者都是男性的緣故）使其不太可能會有女性教徒出現。（而關於密特拉教中的女性）這一點最近由大衛·喬納森（David Jonathan）提議著“婦女至少在（羅馬）帝國的一些地方參與了密特拉密教團體。”。
士兵們在密特拉教徒之中有很強的代表性，而且還有商賈、海關（customs）官員和小官僚。身份高貴的教徒尟少，四世紀中葉的『異教復興』有來自於貴族或者是元老院的家族的入教者，但是自由民和奴隸仍舊佔有相當大的人數。

### 倫理道德
克勞斯認為藉由波菲利的說法，（其觀點為）開始加入獅子等級的人們（教徒）他們必須保持雙手的純潔（因為雙手）從一切事物那所帶來著痛苦和傷害並且（雙手）是受到污染的，這意味著對教眾的成員作出了道德的要求。（有關於密特拉教的道德規範也可以）在背教者尤利安的著作《凱撒》（Caesares）一書之中有提到了一段話是“密特拉斯的誡命”（找到線索）。特土良，在他的專著《在軍隊的花冠上》之中記載道密特拉教徒於軍隊中正式免除了出於祝賀的冠冕這是在基於密特拉啟蒙儀式上包括了拒絕递上花冠，因為“他們唯一的花冠是密特拉斯”。

## 歷史與發展
在亞歷山大大帝征服後的幾個世紀裡，地中海世界的戲劇性統一為新宗教的成長創造了非常肥沃的土壤。例如，基督教是在這段時間內出現的創新宗教教派之一。然而，基督教的發展階段有許多競爭的對手，以及在這其中最引人注目的之一是古羅馬密特拉教的“秘密宗教”了。
在古代，書面記錄提到了“the mysteries of Mithras（密特拉斯的秘密宗教）”，以及對於這支宗教的信徒，是作為“the mysteries of the Persians（波斯人的祕密宗教）”。但是與波斯是否真的有任何連結的關係學術界則是有很大的爭議了，還有關於這宗教的起源是相當朦朧不明的。直到西元一世紀之前密特拉斯的秘密宗教是尚未盛行傳佈的。獨特的地下神廟或密特拉寺在西元一世紀的最後一刻卻突然出現在考古學當中。
在西元二世紀與西元三世紀期間，考古學上包括了許多大型的密特拉寺，其中有些在此期間有進行重建和擴大。當密特拉斯的信仰告終時，對這支秘密宗教很難再追溯到他們的足跡了。貝克陳述著“在這〔四〕世紀較早時期這支宗教如同（羅馬）帝國自始至終一樣的消亡了。（Quite early in the [fourth] century the religion was as good as dead throughout the empire.）”。所以出自於西元四世紀關於密特拉教的碑銘就相當的稀少了。克勞斯則說明碑銘顯示出由異教元老們列在碑銘上將密特拉斯（的秘密宗教）列為在羅馬的信仰之一作為在上層集團掌權人物之中“異教復興”的一部分。在西元五世紀時已經沒有可以顯示這支信仰仍然存在的證據了。

### 前身

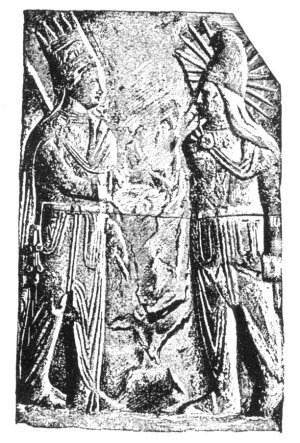
密特拉斯－赫利俄斯（Mithras-Helios），带有發出太陽光線並且穿著伊朗服裝的特征者，伴隨著科馬基尼王國的安條克一世。（內姆魯特山，西元前一世紀）

根據考古學家馬騰·費爾馬歇仁（Maarten Vermaseren）所述，出自於西元前一世紀科馬基尼王國的證據表明了“對密特拉斯的敬仰（reverence paid to Mithras）”但是並沒有提到“秘密宗教（the mysteries）”。在由安條克一世（西元前69年～西元前34年）國王位於內姆魯特山所建造的巨大雕像中，密特拉斯顯示出沒有蓄鬍、戴著一頂弗里吉亞無邊便帽（或者類似的頭飾，波斯冠状头饰〔Persian tiara〕）、穿著伊朗（帕提亞）服飾，以及最初是坐在寶座上且位在其他神靈與國王本人的旁邊。在寶座的背面有一段希臘文碑銘，其中包括了阿波羅·密特拉斯·赫利俄斯（Apollo Mithras Helios）的名號在属格之中（希臘文原文：Ἀπόλλωνος Μίθρου Ἡλίου）。費爾馬歇仁還記述了有關於在西元前三世紀法尤姆的密特拉斯信仰。R. D. 巴尼特（R. D. Barnett）則認為出自於大約西元前1450年的米坦尼國王薩烏什塔塔之皇家玉璽上就有描繪出密特拉斯屠牛像（tauroctonous）的圖案了。

### 兴起
這支秘密宗教的起源和傳播在學者們之間進行了激烈的辯論並且對這些問題的看法有根本上的差異。根據克勞斯所述密特拉斯的秘密宗教一直到西元一世紀以前尚未發展傳播。而根據烏蘭西所述，密特拉密教其地址最早的證據是出現在西元前一世紀中期：歷史學家普魯塔克的說法是在西元前67年奇里乞亞（位於小亞細亞東南沿海的一個羅馬行省）的海盜所執行的密特拉斯之“秘密儀式”。然而，若是根據丹尼爾斯（Daniels）的說法，這些（的說法）是否與秘密宗教的起源有關還不清楚。這獨特的地下神廟或者是密特拉寺在西元前一世紀最後一刻突然出現在考古學之中。

#### 考古證據
與密特拉密教相關的碑銘和宗教遺跡皆由馬騰·J. 費爾馬歇仁在兩卷著作中編目，此即《密特拉宗教聖蹟碑銘集成》（或者是原文的縮寫為CIMRM）。CIMRM 593號顯示出的密特拉斯屠戮公牛被認為這是最早的宗教遺跡，而且是在羅馬境內發現到的。沒有註明日期，但是碑銘告訴了我們這確定是由阿爾息穆斯（Alcimus）所奉獻出來的，他是提貝里烏斯·克勞狄烏斯·李维亚努斯（Tiberius Claudius Livianus or T. Claudius Livianus）的管家。費爾馬歇仁和戈登相信著這位“李维亚努斯”就是一位已被確認的“李维亚努斯”他是在西元101年羅馬禁衛軍的指揮官，而這一點大概會可以找出最早的年代為西元98年～西元99年。

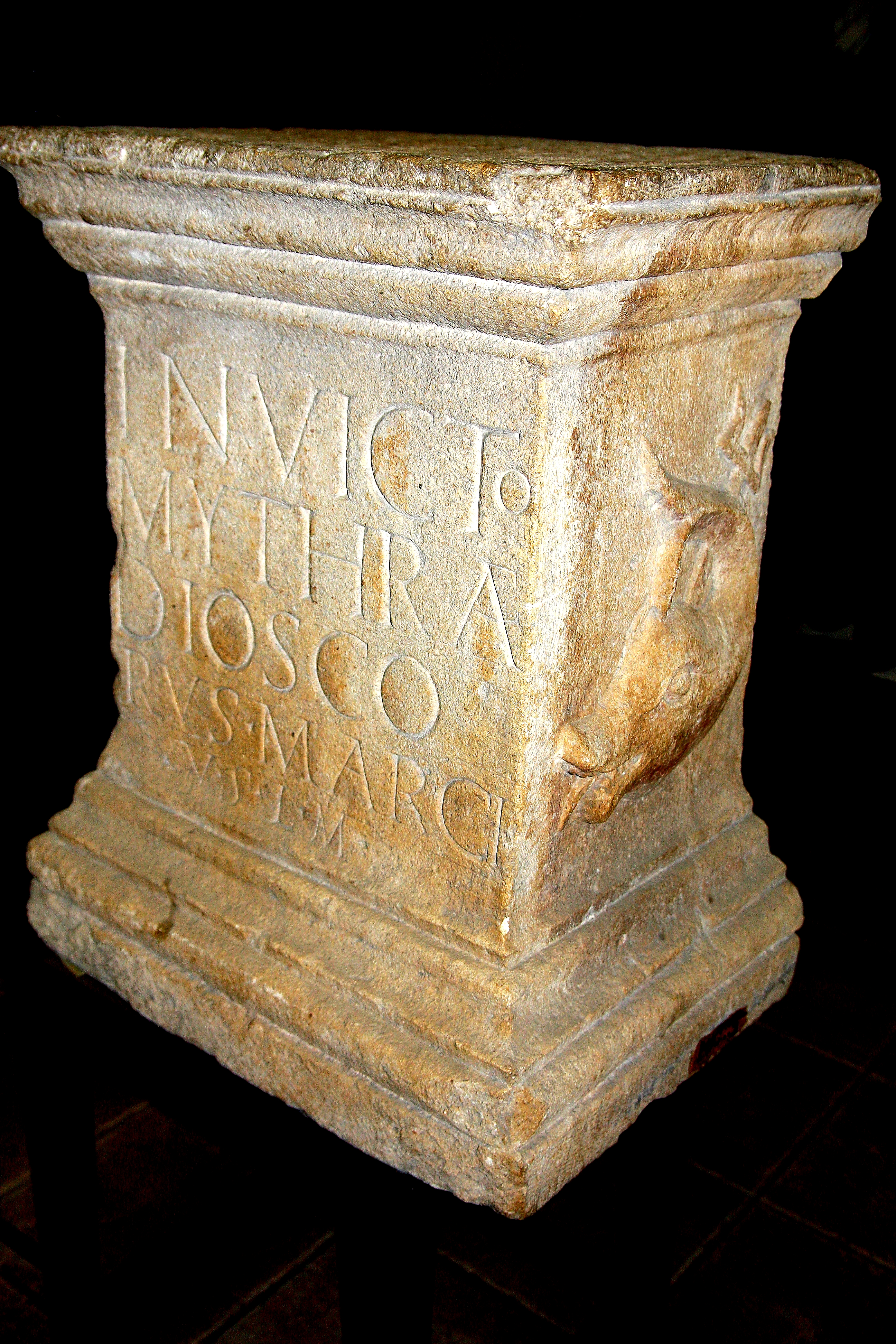
出自於阿爾巴·尤利亞（Alba Iulia）在今天的羅馬尼亞境內的奉獻祭壇，奉獻給Invicto Mythrae（無敵者·密特拉）以履行誓言（votum）。

出自於在羅馬境內的第十五區埃斯奎利諾（義大利文：Esquilino；英文：Esquiline）上聖瑪策林及聖伯多祿堂附近的一座祭壇或者是一大塊直邊的堅硬物體被（羅馬）帝國一位其名為T. 弗拉菲烏斯·許癸努斯（T. Flavius Hyginus）的自由民給刻寫成了双语的碑文，年代大約在西元80年～西元100年之間。其（祭壇）乃是奉獻給予索爾·無敵者·密特拉斯（Sol Invictus Mithras）。
CIMRM 2268號是一座損壞的基座或者是祭壇，其出自於下默西亞境內的諾維（Novae）／斯泰倫（Steklen），年代鑑定為西元100年，該祭壇有發現到考泰斯與考托佩斯（的浮雕）。
其他早期的考古學（史料）還包括了出自於西元100年～西元150年之間從維諾西亞（Venosia）而來由名為薩格里斯（Sagaris）的倡導者（actor）所刻寫的希臘文碑銘；在西頓境內艾克門（Echmoun）的神廟之中發現了一座紀念石碑（cippus，古希腊罗马之纪念碑石）並且由M. 杜南德（M. Dunand）所公佈出來。石碑刻有一段希臘文碑文，上面說這石碑是“由狄奧多圖斯（Theodotus）獻給了聖神阿斯克勒庇俄斯（Asclepios or Asclepius），密特拉斯在251年的ἱερεύς（英譯：priest；漢譯：祭司）”。石碑上刻寫的時間251年乃是使用著西頓當地的時代紀年，相當於西元140年～西元141年。也有列在《希腊铭文补编》（Supplementum Epigraphicum Graecum）之中；還有最早的軍方碑銘，是由C. 薩奇狄烏斯·巴巴魯斯（C. Sacidius Barbarus）所刻寫的，乃為第十五阿波里納利斯軍團的百夫長，（該碑銘是）出自於多瑙河畔的卡农顿（Carnuntum），年代大概在西元114年之前。
根據C. M. 丹尼爾斯（C.M.Daniels）所述，出自於多瑙河地區卡農頓碑銘是最早的密特拉密教題獻，該處是同義大利一起成為密特拉教最早紮下（傳教）根基的兩個地區之一。在羅馬以外最早能确定年代的密特拉寺可追溯到西元148年。位在凱撒利亞·馬力提馬的密特拉寺是在巴勒斯坦境內唯一可以被推斷年代的一座（密特拉寺）。

#### 禮拜遗址
根據羅傑·貝克所述，经過证实在最早階段（大約西元80年～西元120年）的羅馬崇拜地點如下：
從陶器上來确定时代的密特拉寺：
- 奈達／赫登海姆第三密特拉寺（Nida/Heddernheim III，上日耳曼尼亞）
- 莫根提亞肯（上日耳曼尼亞）
- 潘斯·艾尼（Pons Aeni，諾里庫姆）
- 凱撒利亞·馬力提馬（猶太）

由獻辭來确定时代的位址：
- 奈達／赫登海姆第一密特拉寺（Nida/Heddernheim I，上日耳曼尼亞）（CIMRM（英语：Corpus Inscriptionum et Monumentorum Religionis Mithriacae） 1091號－1092號、1098號）
- 卡農頓第三密特拉寺（Carnuntum III，上潘諾尼亞）（CIMRM（英语：Corpus Inscriptionum et Monumentorum Religionis Mithriacae） 1718號）
- 諾維（下默西亞）（CIMRM（英语：Corpus Inscriptionum et Monumentorum Religionis Mithriacae） 2268號－2269號）[151]
- 伊斯克尔（Oescus，下默西亞）（CIMRM（英语：Corpus Inscriptionum et Monumentorum Religionis Mithriacae） 2250號）
- 羅馬（CIMRM（英语：Corpus Inscriptionum et Monumentorum Religionis Mithriacae） 362號、593號－594號）

由文獻參考來确定时代的位址：
- 羅馬（斯塔提乌斯〔Statius〕的《底比斯战纪》〔Thebaid〕，1.719-20）

#### 刻赤的陶飾板
在克里米亞境內的刻赤附近已經挖掘出了由一尊神祇在公牛上拿著刀（屠牛像）的五個小型陶饰板，由貝斯寇（Beskow）與克勞斯所鑑定的年代是到西元前一世紀的下半葉，以及由貝克所鑑定的年代則是由西元前50年～西元50年之間。這些可能是最早的密特拉教屠牛像，假如其被公認為是一尊密特拉斯的描繪的話（這一點就成立了）。這尊屠戮公牛的神祇頭戴一頂弗里吉亞無邊便帽，但是由貝克和貝斯寇所描述的是除了這一點（弗里吉亞無邊便帽）相同之外，在其他方面並不像是標準的屠牛像的宗教造型。關於這些（出土的）文物無法與密特拉密教相连接的另一項原因是在於最初這些陶饰板是被發現在一位女性的墳塚之中的。

### 古典文獻

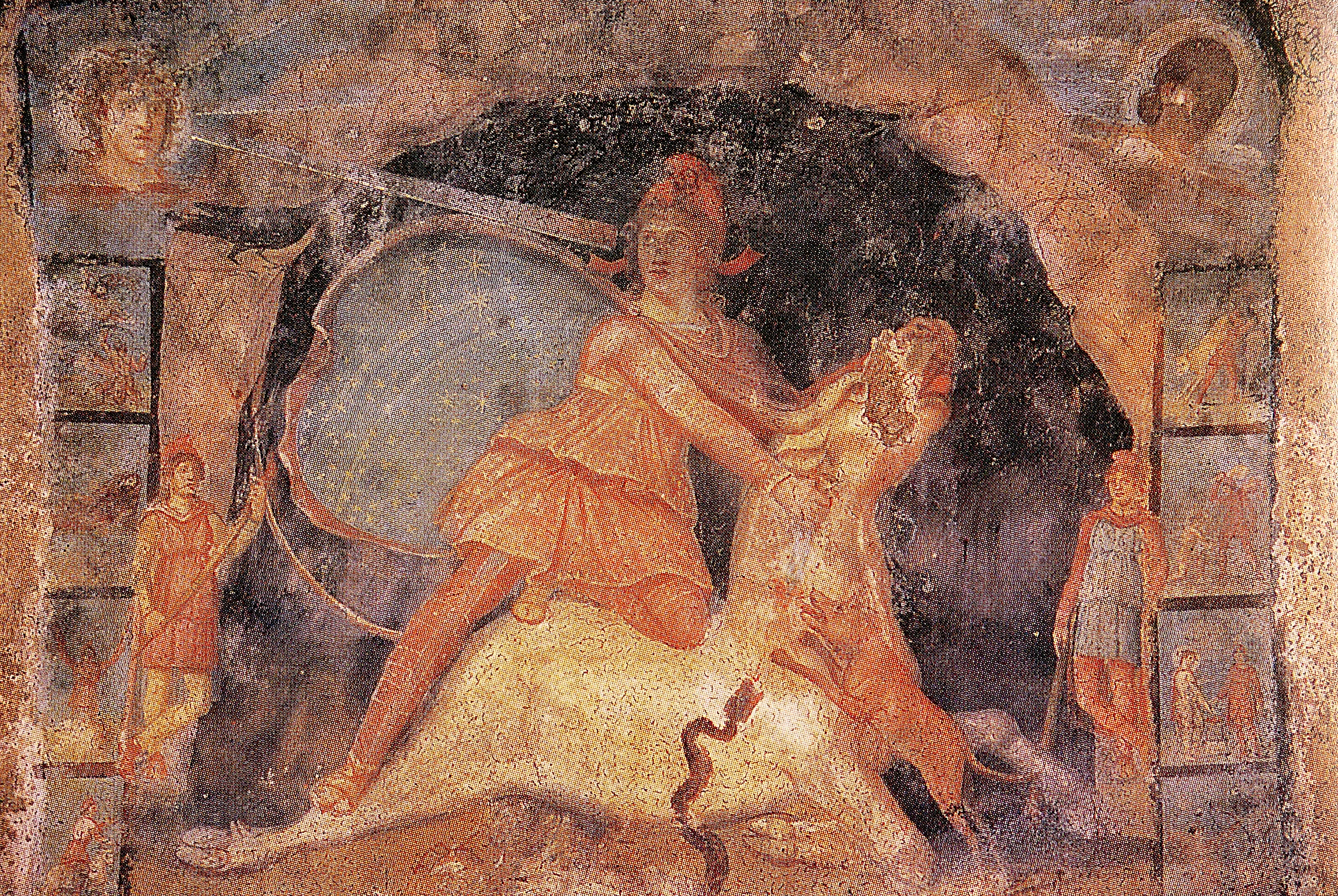
密特拉斯與公牛：這是出自於位在義大利境內（西元三世紀）馬里諾（Marino）密特拉寺的壁畫，顯示出了屠牛像以及密特拉斯的披風下之天體襯裡（披風內襯顯示了星象）。

根據博伊斯（Boyce）所述，最早的文獻參考引用到這支秘密宗教是由拉丁詩人斯塔提烏斯（的著作），西元80年左右，以及普魯塔克（約西元100年）。

#### 斯塔提烏斯
這《底比斯戰紀》（約西元80年）是一部由斯塔提烏斯所著的叙事诗，密特拉斯聖像在洞穴中，（祂的姿勢）用手捉住牛角進行摔跤。背景是向神明福玻斯的禱告。這洞穴被描述為persei，在這種情況下persei通常會被翻譯成Persian（波斯人、波斯的）；然而，根據翻譯者J. H. 莫茲利（J. H. Mozley）所述這字彙它字面的意思是Persean（珀耳塞斯的），指的即是珀耳塞斯（Perses），乃為玻耳修斯和安朵美達的兒子，根據希臘傳說所記載這位珀耳塞斯正是波斯人的祖先。

#### 普魯塔克
希臘傳記作家普魯塔克（西元46年～西元127年）述說著“秘密宗教儀式…密特拉斯的（secret mysteries ... of Mithras）”被奇里乞亞的海盜所執行著，這（奇里乞亞）是位於安納托利亞的東南沿海的羅馬行省，他們是活躍於西元前一世紀，這是他當天在羅馬執行的密特拉密教儀式的起源，其表述的全文如下：“他們還有提供奇特的祭品；我的意思是那些是奧林帕斯的；並且他們主持慶祝一些秘密宗教儀式，
在這之中密特拉斯的那些持續到這一日，最初是由他們所創制的。”他提到了海盜是在米特拉達梯戰爭（羅馬共和國和本都國王米特拉达梯六世之間的戰爭）的期間特別地活躍在這之中他們是支持著米特拉达梯六世國王的。米特拉達梯和海盜之間的聯盟也由古代歷史學家阿庇安所提到過。在維吉爾作於西元四世紀且由塞爾維烏斯所註釋的評論上述說著龐培在南義大利境內的卡拉布里亞安頓了一些海盜。不過這一點是否與這支秘密宗教的起源有關就不清楚了。

#### 卡西烏斯
歷史學家狄奧·卡西烏斯（西元二至三世紀）講述了亚美尼亚國王梯利达特斯一世向羅馬所進行的國事訪問期間對於密特拉斯的名號是怎樣被稱誦的，這是在尼祿皇帝在位的時期的歷史事件。（梯利达特斯為帕提亞國王沃諾奈斯二世之子，並且他的加冕礼是由尼祿在西元66年所執行的，同時確認了帕提亞和羅馬之間戰爭的結束。）狄奧·卡西烏斯對於梯利达特斯是這麼寫道的，因為他即將獲得了他的冠冕，告訴著羅馬皇帝他（尼祿）要尊敬他（梯利达特斯）“如同密特拉斯”。羅傑·貝克認為這件插曲很可能是有助於密特拉教在羅馬境內的出現而成為一個受歡迎的宗教。

#### 波菲利

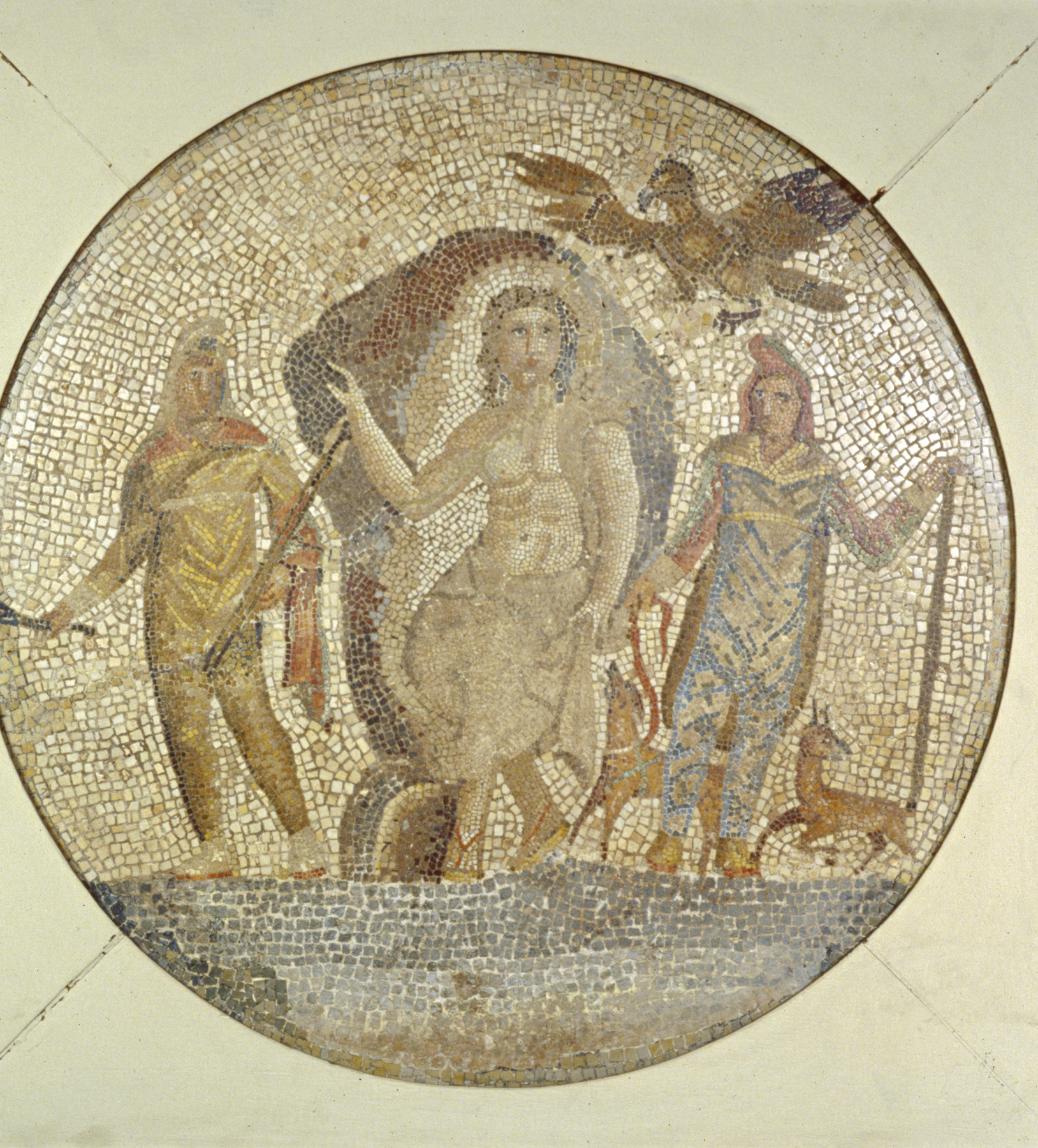
鑲嵌圖案（西元一世紀）描繪了密特拉斯從他的洞穴中走出來以及兩側由考泰斯與考托佩斯護衛著，現今珍藏於沃爾特斯藝術博物館（Walters Art Museum）。

哲學家波菲利（西元三世紀～西元四世紀）在他的作品De antro nympharum（英譯：The Cave of the Nymphs、On the Cave of the Nymphs；漢譯：《寧芙的洞穴》、《在寧芙的洞穴》）提供了（關於）這支秘密宗教起源的描述。援引引用歐布洛斯（的史冊）作為他的資料來源，波菲利寫道密特拉斯的原始神廟是一個天然的洞穴，其處擁有噴泉，這洞穴是瑣羅亞斯德在波斯山脈中發現的。對於瑣羅亞斯德來說，這個洞穴是整個世界的形象，所以他奉獻這洞穴給了密特拉斯，世界的創造者。因此密特拉斯的神話說道他們的信仰是由瑣羅亞斯德創立的。之後在同樣的作品之中，波菲利將密特拉斯和公牛與與行星和星座（star-signs）聯繫了起來：密特拉斯祂自己是與黃道十二星座中的牡羊座以及行星中的火星聯繫在一起，而公牛則是與金星聯繫在一起的。
波菲利寫作之時正好接近了這支信仰的消亡，而且現代學者羅伯特·圖爾坎則對於波菲利關於密特拉教說法是正確的觀點提出了質疑。他（波菲利）的情況是對於描述有關密特拉教徒所相信為何是有很大差距的，他們僅僅是由新柏拉圖主義者在四世紀後期為了適應他們的思想去理解這支秘密宗教时加进他們的觀念之陳述。然而，默克爾巴赫和貝克則認為波菲利的著作“实际上徹底的帶有這支秘密宗教教義的色彩”。貝克認為古典學者忽略了波菲利的證據並且對波菲利的觀點採取了不必要地懷疑。根據貝克所述，波菲利的《在寧芙的洞穴》來自古代唯一明確的書面紀錄這部著作告訴我們密特拉密教的意旨以及意旨的實現。大衛·烏蘭西發覺到波菲利是一位很重要（的人士）“证实…星體概念在密特拉教之中擔任了重要的作用。”。

#### 密特拉斯聖儀
在古代晚期，密特拉斯（Μίθρας ）的希臘名號被發現在稱為“密特拉斯聖儀”的文本中，屬於《巴黎偉大巫術紙草文稿》（ Paris Great Magical Papyrus；Paris Bibliothèque Nationale Suppl. gr. 574）的一部分；在這份文稿之中密特拉斯被賦予了“偉大神明（the great god）”的稱號，並且被視為與太陽神赫利俄斯是等同的。學者們之間有著不同的觀點就是关于這份文本是否即為密特拉教這樣的一個（宗教）表現方式。弗朗茨·庫蒙則表明說這（文本）不是；馬文·邁耶（Marvin Meyer）卻認為這（文本）是；而漢斯·迪特爾·貝茨則將其視為希臘、埃及，以及密特拉密教傳統的綜合。

### 現代議論
如同古代其他的“秘密信仰”（厄琉息斯秘儀、奧菲斯教）般，密特拉密教維持著將其信仰的嚴格保密，也唯有他們的入教者才能夠揭示。結果是，這支信仰的教義從未被寫下來。然而，密特拉教徒將他們的神廟──密特拉寺用神秘的聖像來填滿，這些豐富的宗教史料已經由考古學家所發掘出來了。到目前為止，所有試圖解譯該聖像的嘗試已經證明是無效的。不過大多數專家都對密特拉斯聖像以某種方式來源於伊朗古代的宗教信仰這樣一個模糊的假設感到滿意了。
現代對於密特拉教的學術研究之中，在這種具有開創性的工作裡面，學者大衛·烏蘭西則提供了截然不同的理論。他認為密特拉密教的聖像實際上是一種天文學密碼（astronomical code），而且那是這支信仰對於令人吃惊的科學發現之宗教回應。隨著他調查的進行，烏蘭西一步一步地識破了隱藏在密特拉密教聖像背後的奧秘。直到最後他能夠揭示這支信仰的中心秘密：一個由宇宙最終性質的古老視野組成的秘密。
不過，以下章節將會從這項學術研究的先驅──弗朗茨·庫蒙論起。

#### 庫蒙假設

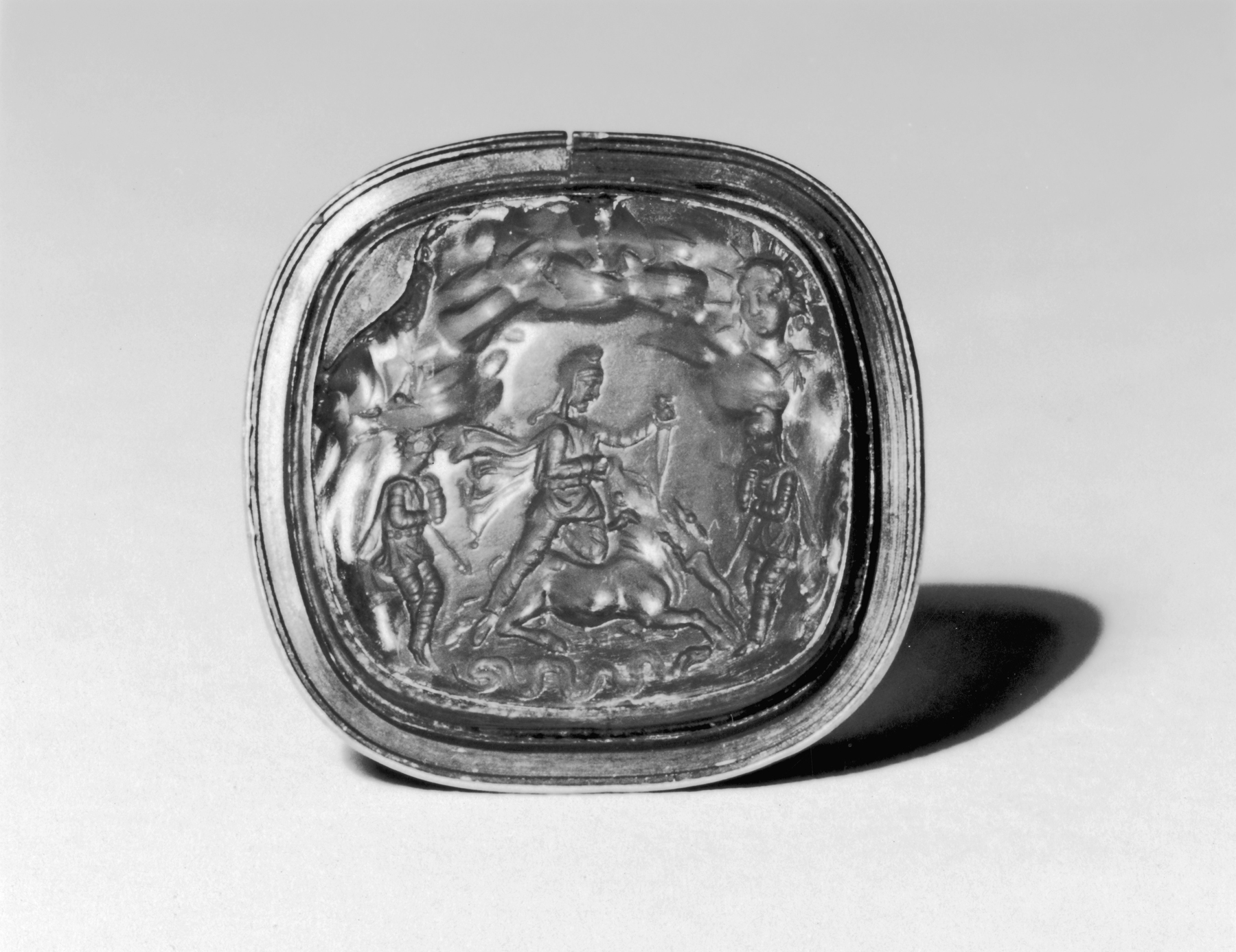
奧古斯都時代的寶石雕刻（intaglio）上描繪了一尊屠牛像 。（沃爾特斯藝術博物館）

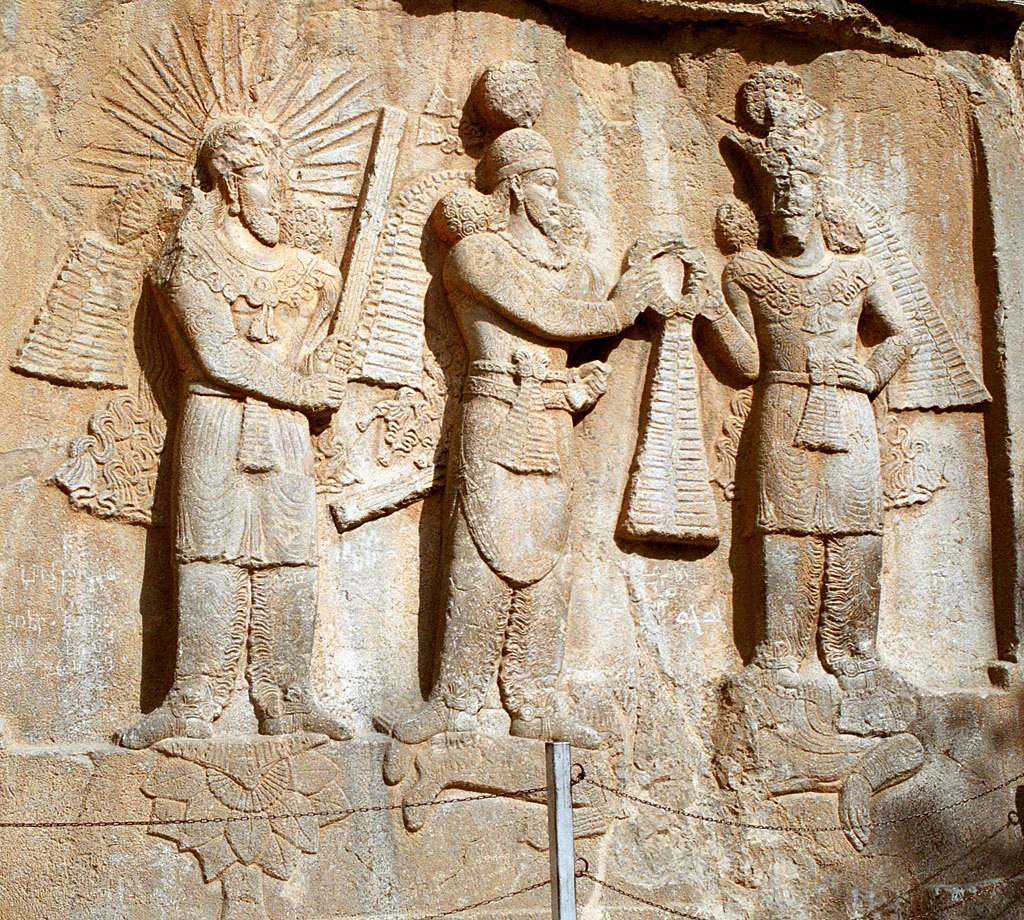
西元四世紀薩珊王朝的國王阿爾達希爾二世的授職儀式浮雕。密特拉位於左側站在一朵蓮花浮雕上方並且手中握著一綑巴尔束（barsom）。

有關於密特拉斯的學術研究是從弗朗茨·庫蒙這位學者開始的，他在1894年～1900年間以法語出版了兩卷原始資料文本和宗教遺跡圖像的彙編文集，法文原書名稱為：Textes et monuments figurés relatifs aux mystères de Mithra（英譯書名為：Texts and Illustrated Monuments Relating to the Mysteries of Mithra；漢譯書名：《與密特拉的秘密宗教有關的文本和宗教遺跡插圖》）。這部作品的部分英文翻譯於1903年的時候出版，其書名題為：The Mysteries of Mithra；漢譯為：《密特拉的秘密宗教》。庫蒙的假設，正如作者在他的專書前32頁中總結的那樣，那是一支羅馬宗教乃為“拜火教的羅馬形式”，是屬於波斯的國教，傳播路徑是從東方到西方的。他確認了古代雅利安的的神靈而祂這尊出現在波斯文獻中與（出現在）吠陀讚美詩中的印度神明密多羅即是密特拉斯。根據庫蒙所述，密特拉神明來到了羅馬“伴隨著拜火教萬神殿的大量繼承。”。庫蒙認為著雖然傳統“在西方經歷了一些修改…其所遭受的改變在很大程度上是表面的”。

#### 庫蒙評估
庫蒙的理論是開始在1971年所舉行的第一屆國際密特拉密教學術研究大會上受到由約翰·R. 亨尼爾斯以及R.L. 戈登的嚴厲批評。約翰·亨尼爾斯不願意完全否認伊朗起源的想法，而寫道：“我們現在必須得出結論是他的重建根本不會成立。其沒有從伊朗的資料上獲得支持並且实际上與作為祂們（密特拉教）現存文本中代表的傳統思想相牴觸。最重要，這是一個不符合實際羅馬肖像學的理論重建。”他商议了關於庫蒙的屠牛場景之重建並表示道“以庫蒙所提出關於密特拉斯的描繪不僅僅是由於在伊朗文本上的沒有根據而是竟然與已知的伊朗神學有嚴重的衝突。”由R.L. 戈登的另一篇論文則是認為庫蒙通過強行資料來符合他预先确定的瑣羅亞斯德教的起源模式，因而嚴重扭曲了可以得到的證據。戈登這麼認為著波斯起源的理論是全然地無效的並且密特拉密教的起源在西方是一個完全新的創建。
路德·H. 馬丁（Luther H. Martin）也表達了類似的觀點：“除了神明祂自己的名號以外，換句話說，密特拉教似乎已經在很大的程度上得到了發展，因此，從羅馬文化的背景下可以得到最好的理解。”
不過，根據霍普費（Hopfe）所述，“所有密特拉教起源的理論都承認了一種聯繫，可是卻模糊的，聯繫到古代雅利安宗教的密特拉／密多羅神祇。”在第二屆國際密特拉密教學術研究大會報告，該會於1975年召開，烏戈·比安奇（Ugo Bianchi）說道雖然他歡迎“歷史上傾向於質疑東方與西方之間密特拉教的聯繫”，但是“不應該意味著抹殺掉羅馬人自己所清楚的是什麼，就是密特拉斯是一尊‘波斯的’（更廣泛的觀點是：一尊印度 - 伊朗的）神明。”
博伊斯陳述道“尚未舉出令人滿意的證據來表明著，在瑣羅亞斯德之前，在伊朗民族之間存在著至高無上神明的概念，或者是在他們密特拉之間──或者是其他任何的神靈──若不是在他們的古代（期間）就是在他們的瑣羅亞斯德教萬神殿之外曾經擁有了他或她自己（至高無上神明）的獨立信仰。”不過，她還表示道儘管最近的研究盡量減少了波斯宗教不自然的伊朗面貌“至少是在羅馬帝國統治下所獲得的形式”，而密特拉斯的名號就足以表明了“就這個面貌而言是非常重要的”。她亦有說道“在最早的文獻參考中已承認了這秘密宗教的波斯聯繫關係。”。
貝克則告訴著我們說自從1970年代以來學者們普遍擯拒了庫蒙（的理論），但補充的說最近關於瑣羅亞斯德教徒在西元前期間是怎麼樣的理論現在使得庫蒙的東－西傳遞的一些新形式成為了可能。他如此說道：
譯文：“…一項波斯人在秘密宗教中不可磨滅事物的殘留以及更好地理解什麼是構成實際的拜火教擁有允許現代學者們去假設關於羅馬的密特拉教乃延續著伊朗的神學。這個的確是密特拉密教學術研究的主線。庫蒙式模型其乃為隨後的學者接受、修改，或者是駁斥。為了將伊朗的教義從東向西傳播出去，庫蒙假設了一個似是而非的，若是假設的，其中間的媒介為：在安納托利亞境內散居的伊朗（波斯）法師。更有問題的是──及其從來沒有被庫蒙或他的繼承者妥善地解決──真實生活中的羅馬密特拉教徒是如何在西洋外觀背後接著主張著一個相當複雜和精緻的伊朗神學。除了兩個位在杜拉的‘祆教法師’聖像連同一起的卷軸之外，這些教義的載體沒有直接和明確的證據。…在一定程度上，庫蒙的伊朗範式，尤其是在圖爾坎的修改形式中，當然是貌似有理的。”
原文："... an indubitable residuum of things Persian in the Mysteries and a better knowledge of what constituted actual Mazdaism have allowed modern scholars to postulate for Roman Mithraism a continuing Iranian theology. This indeed is the main line of Mithraic scholarship, the Cumontian model which subsequent scholars accept, modify, or reject. For the transmission of Iranian doctrine from East to West, Cumont postulated a plausible, if hypothetical, intermediary: the Magusaeans of the Iranian diaspora in Anatolia. More problematic – and never properly addressed by Cumont or his successors – is how real-life Roman Mithraists subsequently maintained a quite complex and sophisticated Iranian theology behind an occidental facade. Other than the images at Dura of the two ‘magi’ with scrolls, there is no direct and explicit evidence for the carriers of such doctrines. ... Up to a point, Cumont’s Iranian paradigm, especially in Turcan’s modified form, is certainly plausible."
他還如此地說道“舊有的庫蒙式模型有關形成是在，以及擴散是從，這安納托利亞…即決不是絕對地－也不應該是如此。”

#### 現今學說

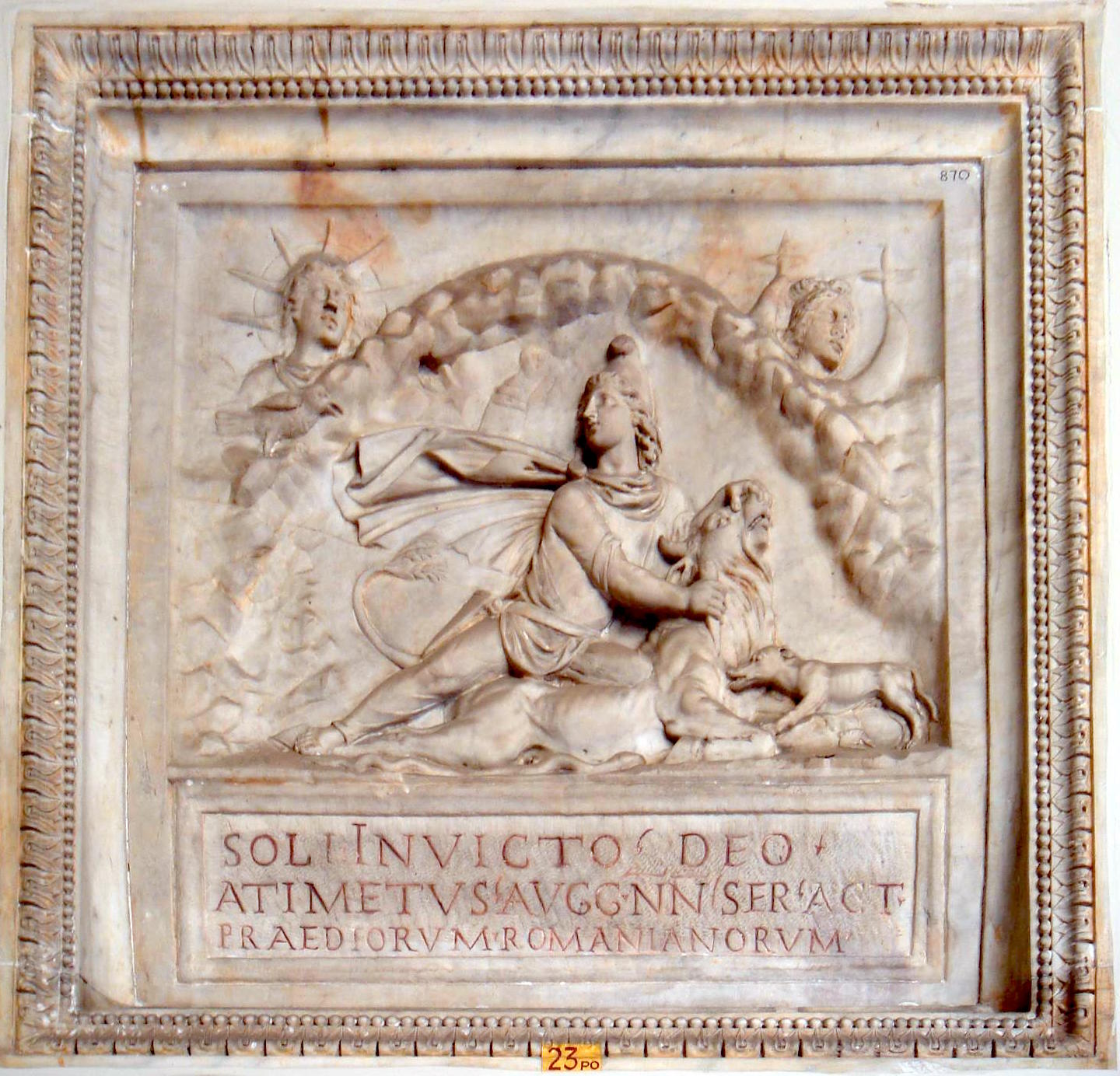
描繪著屠牛像的淺浮雕。密特拉斯被描繪為當祂屠戮公牛時，祂的眼神也同時注視著索爾·無敵者。索爾以及盧娜出現在浮雕頂部的左右兩側。

貝克推論說這支信仰是創設於羅馬的，其由具有希臘和東方宗教學問的單一創始人（所成立新興的羅馬信仰），但也聯想到某些概念習慣于採取了可能是（波斯）已經通過了希臘化的王國（傳入歐洲的路徑）。他評述說“密特拉斯－此外，被視為與希臘太陽神赫利俄斯等同的密特拉斯”是位在內姆魯特地帶於融合了希臘－亞美尼亞（Armenian）－伊朗之間皇家信仰的（合一）神明，乃是由科馬基尼王國的安條克一世於西元前一世紀中葉所創立的。在提出理論的同時，貝克亦言之他的方案很有可能被認為是庫蒙式（理論）的兩種途徑。首先，因為它再次注意到了安納托利亞和安納托利亞民族（這項因素），並且更重要的是，因為它回到了庫蒙首先使用的方法論。
默克爾巴赫提議道祂（密特拉斯）的秘密宗教實質上是由特定的人士或者是人群所創造的並且在特定的地方創建，即羅馬市，由來自（羅馬帝國的）東部行省或者是國家邊界的人（法師、賢者、波斯僧侶），他詳細了解有關伊朗神話的內容，也因此他便編製成他的新興啟蒙等級制；但在那方面而言他一定是希臘人或者是懂得希臘語文的人因為他將希臘柏拉圖主義的要素與之結合地融入其中了。這個神話，他是這麼認為的，大概是創建在帝國官僚體系的環境下，以及其成員身上所制定出來的。克勞斯傾向於同意（這項說法）。貝克稱這個為“最有可能的情景”並且表示說“直到現在，密特拉教一般都被視為彷彿是以某種方式從伊朗的初期形式演變成了如同托普西般的－一旦這觀點被明確地說明後這即是一個最不可信的情景。”。
考古學家刘易斯·M. 霍普費（Lewis M. Hopfe）指出了羅馬帝國的敘利亞行省僅僅只有三座的密特拉寺而已，與相距更遠地西方而言情況則是相反的。他寫道：“考古學表明著羅馬密特拉教派在羅馬有其中心…這被稱之為密特拉教的完全發達宗教似乎已經在羅馬境內開創並且被士兵和商人帶到了敘利亞去。”。
從現代其他學者所持有的不同觀點來看，烏蘭西主張著密特拉秘密宗教開始於希臘羅馬世界作為宗教對於由希臘天文學家喜帕恰斯的晝夜平分點的歲差之天文現象所發現的反映－那樣的一個發現是相當於發現整個宇宙以前所未有的方式在移動著。這個新的宇宙運動，他提出了，是被密特拉教的創始人給看出來了作為表明存在著一尊能夠去轉移這宇宙範圍以及從而治理著天地萬物的新興且強而有力的神明。
然而，阿德里安·大衛·休·比瓦爾或簡稱A. D. H. 比瓦爾（Adrian David Hugh Bivar or A. D. H. Bivar）、L. A. 坎贝尔（L. A. Campbell）以及G. 维登格伦（G. Widengren）則不同地認為著羅馬密特拉教意味了某種形式的伊朗密特拉崇拜之延續。
根據安東尼婭·的黎波里（Antonia Tripolitis）所述，羅馬密特拉教起源於吠陀時代的印度並且這教派在其遇到向西方傳佈的旅程中這教派便蒐羅許多文化的特徵了。
邁克爾·斯佩德爾（Michael Speidel），他是主修軍事史的，將密特拉斯與太陽神的英雄歐里昂聯繫在一起。

### 晚期历史
在羅馬帝國境內這支秘密宗教最初的重要發展似乎發生得很快，在安敦寧·畢尤君主執政的晚期以及在馬可·奧里略的統治保護之下。到了此時這支秘密宗教所有的關鍵要素都已经到位了。

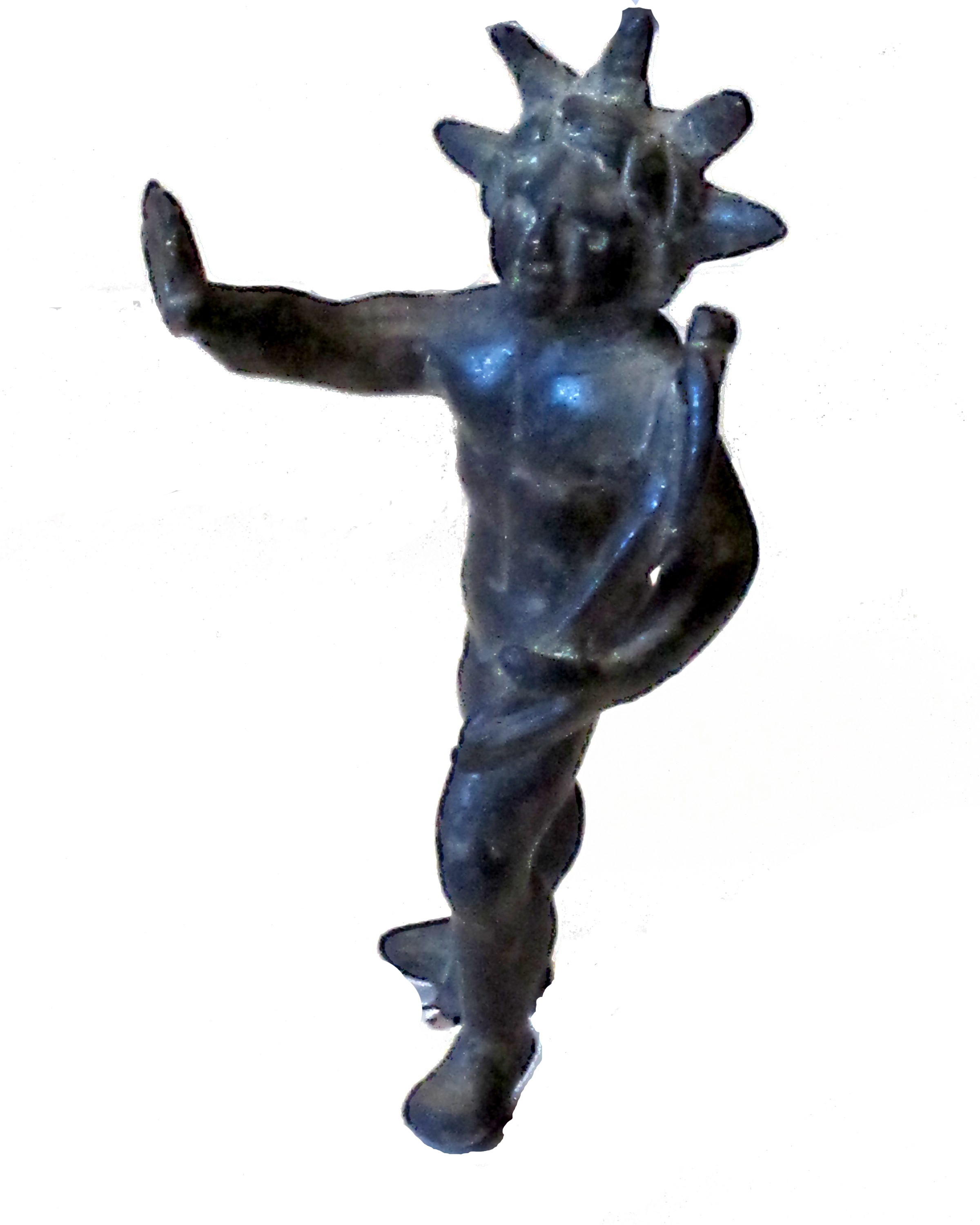
索爾·無敵者，出自於米蘭考古博物館（義大利文：Museo archeologico；英文：Archaeological Museum of Milan）。

密特拉教在西元二世紀與西元三世紀的期間達到了其受歡迎程度的最高點，當索爾·無敵者的崇拜被納入了國家－發起的信仰之同一個時期中該教派即以“驚人”的速度在傳播著。在這個期間肯定的是帕拉斯有專門為密特拉斯寫了一本專著，而稍後的歐布洛斯便寫了一部《密特拉斯的歷史》（History of Mithras），雖然這兩件作品現在都佚失了。根據四世紀的《羅馬帝王紀》所載，（羅馬）皇帝康茂德加入了祂（密特拉斯）的秘密宗教但這支教派從未成為國家信仰之一。
歷史學家雅各布·伯克哈特寫道：
譯文：密特拉斯是靈魂的引導乃因他從俗世的生命之中深入引導著那一個他們對於光明已經墮落倒退（的靈魂）那光明正是從他們所散發出來的…其不僅僅是來自於東方和埃及人的宗教以及智慧，更不用說是基督教的，在塵世上的生命只是要過渡到更高生命的概念是由羅馬人所導源的。他們自己的痛苦和衰老的意識使得其足以明白的那是塵世上所有的生存是艱苦和痛苦的。密特拉斯－崇拜成為了一個，而且也許是最重大意義的，有關在衰落的異教之中的救贖宗教。
原文：Mithras is the guide of souls which he leads from the earthly life into which they had fallen back up to the light from which they issued ... It was not only from the religions and the wisdom of Orientals and Egyptians, even less from Christianity, that the notion that life on earth was merely a transition to a higher life was derived by the Romans. Their own anguish and the awareness of senescence made it plain enough that earthly existence was all hardship and bitterness. Mithras-worship became one, and perhaps the most significant, of the religions of redemption in declining paganism.

### 結束
當密特拉斯的信仰走向結束時其就很難以再追訴到底了。貝克表示說“在〔第四〕世紀的很早期遍及整個帝國這宗教就像死了一样。”。出自於西元四世紀的碑銘是很少的。克勞斯表示說碑銘顯示出密特拉斯由羅馬元老們列在碑銘上作為信仰之一他們（羅馬元老們）沒有轉變為基督教，（乃是以）作為在上層集團之中“異教復興（pagan revival）”（身分）的一部分。烏蘭西認為著“密特拉教的衰落伴隨著隨著基督教權力的上升，直到五世紀初，當基督教成為強大到足以藉由迫使宗教對手像是密特拉教令其滅絕時。”。根據邁克爾·施派德爾（Michael Speidel）所述，基督徒與這個忌憚的敵人一起激烈的爭奪並在西元四世紀期間壓制了祂。一些密特拉密教聖所被摧毀加上宗教不再是個人選擇的事項了。根據路德·H. 馬丁所述，在西元四世紀的最後十年期間羅馬密特拉教走向結束是隨同基督教皇帝狄奧多西的反異教法令頒布（而畫上了句點）。另外，基督教對於西洋文明的道德價值觀之建立以及傳統禮節之規範是有其偉大的貢獻存在；而密特拉教雖屬秘密宗教，本質上與基督教同樣是以救贖人類為宗旨的，兩個宗教之間各有屬於自己的特色在當時的西方都是優秀傑出的宗教。
在教堂的底下已發現的一些密特拉寺的座落處，舉例來說即聖塔普利斯卡密特拉寺以及圣克萊門特（San Clemente）密特拉寺，教堂在地基上方的規劃某種程度上被製造成基督教統治著密特拉教的象徵。根據馬克·漢弗萊斯（Mark Humphries）所述，在某些地區刻意的隱藏了密特拉密教崇拜的物品意味著正在對基督徒的攻擊採取預防措施。然而，在好比萊茵河邊界這樣的地區，純粹的宗教考慮不能解釋密特拉教的結束，而蠻族的入侵也可能發揮了作用。
實際上沒有證據來表明密特拉斯的信仰延續到了西元五世紀。尤其是，在比利時高盧境內位於龐斯·薩拉米（Pons Sarravi，今日名之薩爾堡〔Sarrebourg (Saarburg)〕）的密特拉寺已經回收了大量由信徒們存放奉獻的硬幣，那一系列的硬幣是從加里恩努斯（Gallienus，253～268）到狄奧多西一世（379年～395年）在位期間所施行的。當密特拉寺被摧毀時這些硬幣散落在地板上，因為基督徒無疑地看待這硬幣是污染的，並因此為密特拉寺的活動提供可靠的日期。在西元五世紀中任何一座密特拉寺持續的運作是不能表明的。所有密特拉寺的一系列硬幣最後在西元四世紀末結束（施行了）。這支信仰是早於伊西斯崇拜而消亡的。伊西斯在中世紀期間仍然被當時的人們記得為古埃及宗教的神靈，但是密特拉斯在古代晚期已經被人們所遺忘了。
弗朗茨·庫蒙在他的書中陳述著密特拉教可能倖存在今日瑞士阿爾卑斯山脈一些偏遠的州以及今日法國的孚日省（Vosges，因孚日山脉而得名）境內而直到西元五世紀。
《约翰，内廷宫务大臣》（John, the Lord Chamberlain），歷史推理長篇小說系列描繪了一個仍然活躍於查士丁尼宫庭的密特拉教徒團體，但是卻沒有歷史證據表明關於這支宗教教派的晚期倖存教徒。

## 屠牛意义

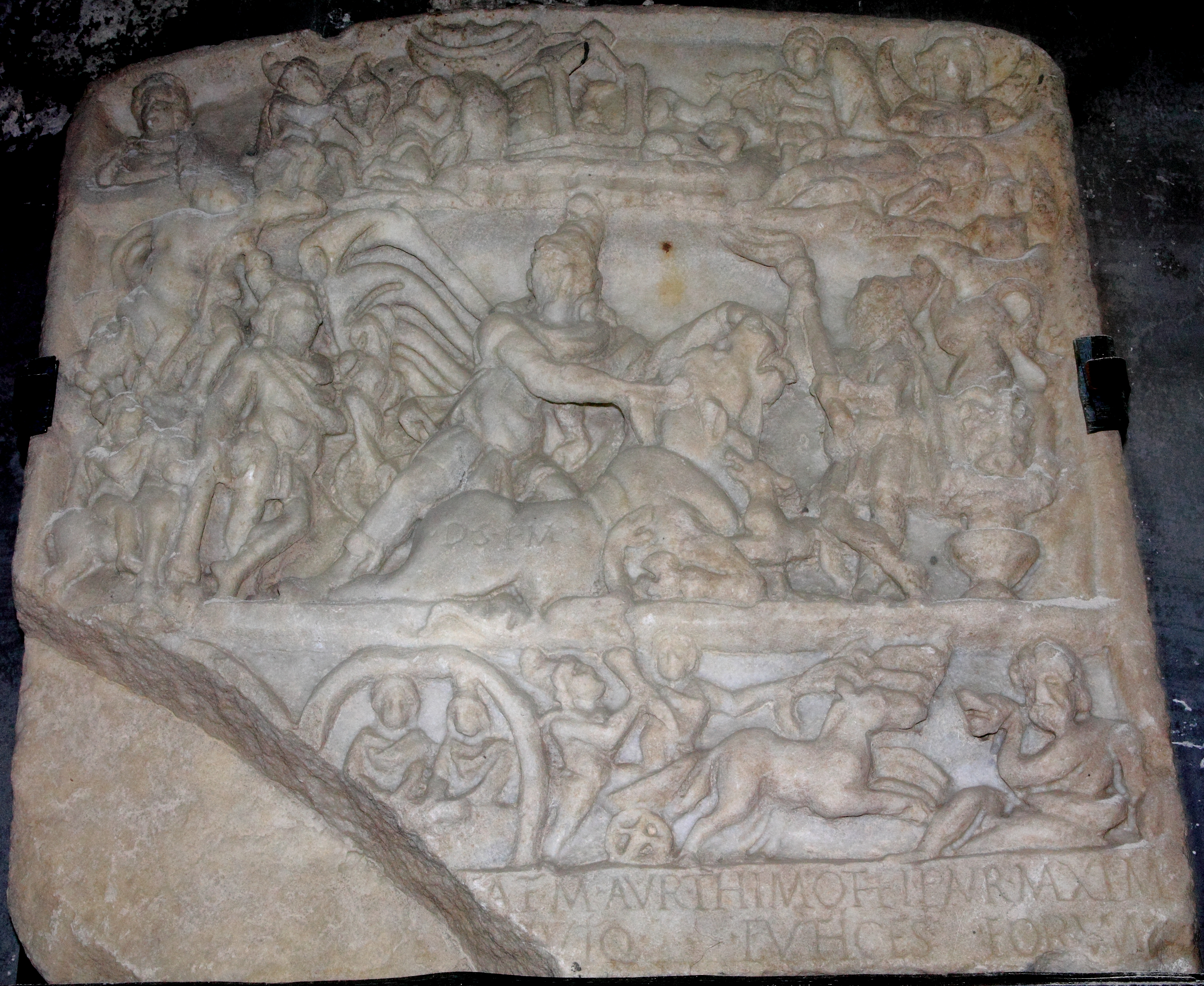
獨特罕見的屠牛像，現今珍藏於布魯肯撒爾博物館。

根據庫蒙所述，屠牛像的雕塑是一種希臘羅馬的有關於瑣羅亞斯德教對宇宙起源事件之闡釋的表示法，此事件即是描述於西元九世紀在瑣羅亞斯德教的經文《创世纪》（Bundahis、Bundahishn）之中的內容。在這個經文之中邪靈阿里曼（不是密特拉）誅戮原始生物蓋維福迭達（Gavaevodata），這原始生物被表示為牛。庫蒙的想法是誅戮了牛，在這一個神話版本之中密特拉斯是應該存在的，而不是阿里曼。但根據亨尼爾斯所述，沒有這樣已知的神話變體，而且這僅僅只是個推測：“沒有已知的伊朗經文之中〔若非瑣羅亞斯德教的或者是其他教派的〕記載著密特拉屠殺公牛。”。
大衛·烏蘭西從密特拉寺本身發現到了天文學的證據。他提醒著我們柏拉圖主義的作家波菲利在西元三世紀時寫道像洞穴般的神廟密特拉寺描繪了“一個世界的形像”而且瑣羅亞斯德奉獻了一個類似於密特拉斯所製造的世界之洞穴。凱撒利亞·馬力提馬密特拉寺的天花板保留了藍色顏料痕跡，這可能意味著天花板被畫成描繪著天空和星星。
貝克已經提供了以下關於屠牛像的天體解析：
| 屠牛像的構成部分           | 天體對應                 |
| -------------------------- | ------------------------ |
| 公牛                       | 金牛座。                 |
| 索爾                       | 太陽。                   |
| 盧娜                       | 月亮。                   |
| 狗                         | 小犬座、大犬座。         |
| 蛇                         | 長蛇座、巨蛇座、天龍座。 |
| 渡鴉                       | 烏鴉座。                 |
| 蠍子                       | 天蠍座。                 |
| 小麥穗（在公牛的尾巴上）   | 角宿一。                 |
| 考泰斯與考托佩斯雙胞胎     | 雙子座。                 |
| 獅子                       | 獅子座。                 |
| 搀和器（Krater or Crater） | 巨爵座。                 |
| 洞穴                       | 宇宙。                   |

有關於密特拉斯屠牛像（Tauroctonous Mithras，以下簡稱TM）其本身已經被學者們提出了幾個天體的特性。貝克將這些天體特性總結於下表之中。
| 學者                                      | 判定                                                                                   |
| ----------------------------------------- | -------------------------------------------------------------------------------------- |
| 包萨尼，A.（Bausani, A.，1979年）         | TM是與獅子座相關聯，因为這屠牛像是一種古老獅子－公牛（獅子座－金牛座）爭鬥主題的類型。 |
| 貝克，R. L.（Beck, R. L.，1994年）        | TM = 太陽進入獅子座。                                                                  |
| 因斯勒尔，S.（Insler, S.，1978年）        | 屠殺公牛 = 金牛座的偕日設定。                                                          |
| 雅各布斯，B.（Jacobs, B.1999年）          | 屠殺公牛 = 金牛座的偕日設定。                                                          |
| 諾斯，J. D.（North, J. D.，1990年）       | TM = 參宿四（獵戶座α）設定，祂的刀 = 三角座設定，祂的披風 = 五車二（御夫座α）設定。    |
| 羅格斯，A. J.（Rutgers, A. J.，1970年）   | TM = 太陽，公牛 = 月亮。                                                               |
| 桑德林，K.-G.（Sandelin, K.-G.，1988年）  | TM = 御夫座                                                                            |
| 施派德爾，M. P.（Speidel, M. P.，1980年） | TM = 獵戶座（太陽神阿波羅的英雄歐里昂）。                                              |
| 烏蘭西，D.（Ulansey, D.，1989年）         | TM = 玻耳修斯。                                                                        |
| 魏斯，M.（Weiss, M.，1994年、1998年）     | TM = 夜空。                                                                            |

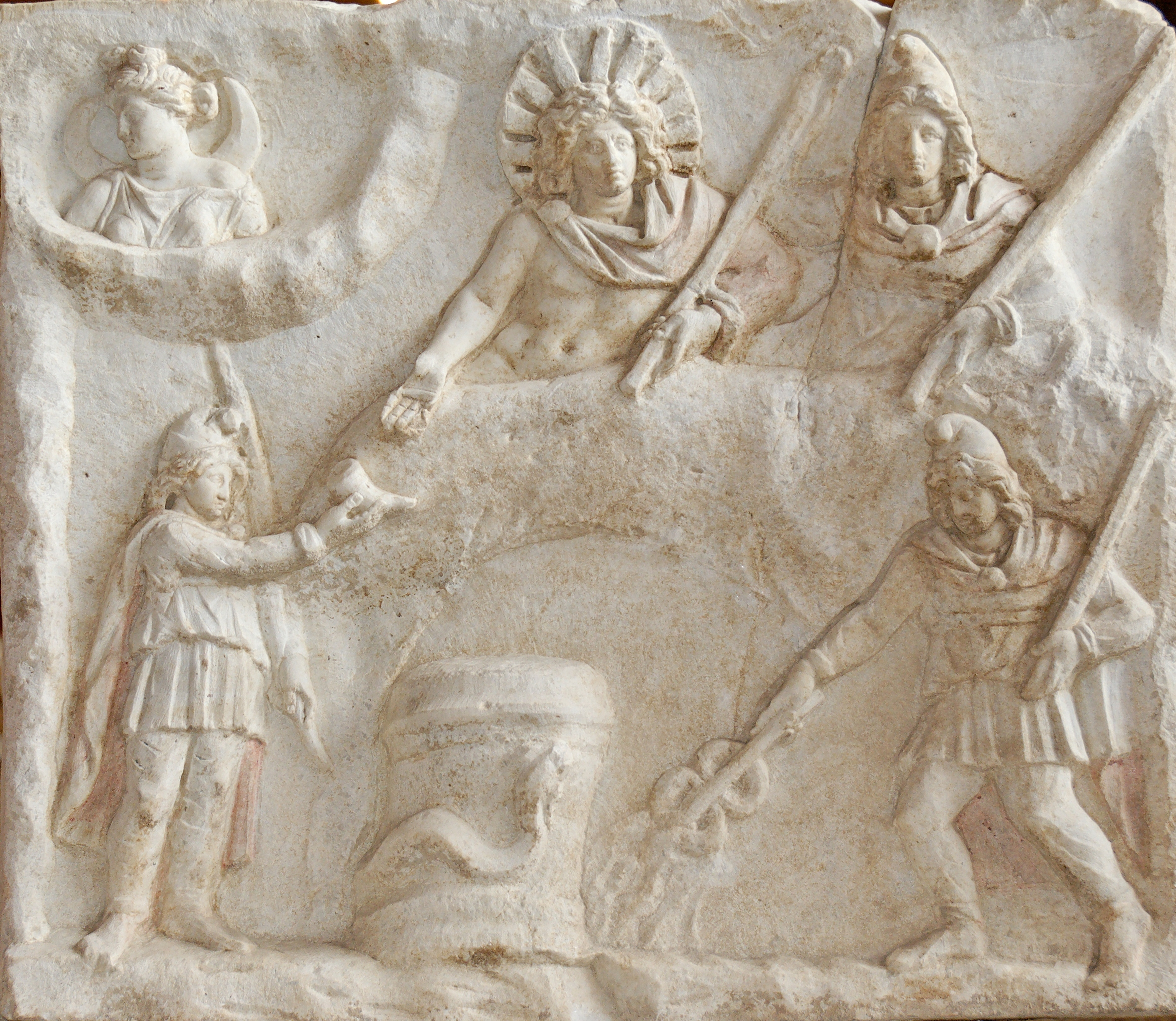
索爾與密特拉斯的宴会，同時伴隨著盧娜以及雙子神靈考泰斯與考托佩斯，雙子神靈乃是密特拉斯的侍者。（羅馬雙面大理石浮雕的B面，年代大約是在西元二世紀或西元三世紀）

烏蘭西已經提出了密特拉斯似乎是来源于英仙座星群的說法，祂的方位恰恰好是位於夜空的金牛座之上。他（烏蘭西）看到了這兩尊神話人物之間（神祇密特拉斯與英雄玻耳修斯）在肖像学以及神话学對比之下的相似之處：兩位皆為年輕的英雄，攜帶一把匕首，並且佩戴著一頂弗里吉亞無邊便帽。他還談到了玻耳修斯誅殺戈耳工以及屠牛像形像的相似性，兩位神話人物正好都有與地下洞穴相關聯（的神話背景）並且隨著進一步的證據顯示出兩者皆與波斯有聯繫。
邁克·施派德爾將密特拉斯與獵戶座星群聯繫在一起乃是因為臨近金牛座的關係，而且這尊神話人物描述的一致性質為擁有寬闊的肩膀、衣服的下襬是漏斗狀的，以及在腰部上用腰帶繫緊，從而呈現了星座的形態。
貝克指責了施派德爾與烏蘭西採取關於一種字面的製圖邏輯，將他們的理論描述為一種“使人迷惑的”的論點其乃是“誘騙他們落入一個虛假的線索”。他是認為著這屠牛像作為一種星宿圖表的字面解讀引起了兩個主要問題：它是很難去找到關於密特拉斯祂本身相對應的星座（儘管由施派德爾和烏蘭西所下足了功夫與努力）而且，不同於星宿圖表，屠牛像的每個特徵可能不僅僅是一個單一的對應角色。而不是將密特拉斯視為星座，貝克是認為著密特拉斯是在天體舞台上的主要旅者（由場景的其他符號意味著），無敵的太陽移動通過星座。不過話又說回來，邁耶認為著這密特拉斯聖儀反映了密特拉教的世界還有也許可以證實對於烏蘭西的密特拉斯學說是被認為應該對關於岁差負責任。

## 最新文物
1996年～1997年在敘利亞境內的哈瓦蒂發現了一座密特拉寺，是位在荒廢的教堂下方，當教堂地板的一部分崩塌時而讓這座密特拉寺顯露出來。該房間是由燦爛精彩的畫作賦予了特色。這座密特拉寺在羅馬帝國任何地方似乎呈現出在使用上是年代最晚的廟堂之一。這座神廟的一個好奇的特點是在12月25日。一道光線照射在裡面，落在應該是站立姿態的崇拜神像壁龕上。
該地的座標：35° 25' 05" N，36° 23' 53" E／35.418° N，36.398° E。

### 發現
哈瓦蒂村位於阿帕梅亞以北15公里處。一座重要的教堂複合體在1970年代被挖掘出來。這教堂由阿帕梅亞大主教聖弗蒂烏斯建造於西元480年代並且鋪上鑲嵌藝術。這教堂是一座早期教會的重建，也是與鑲嵌藝術一起重建的，是建造於西元四世紀末。而這鑲嵌藝術現已被遷移到博物館之中珍藏。在1996年～1997年的冬季期間，教堂地板的一部分崩塌，露出一間房間，這間房間被盜賊所挖掘，他們拆除了一幅畫。他們還發現到了一個有繪畫的天花板，但是這個天花板被證明是不可能被拆除走的。敘利亞當局迅速逮捕了盜賊，並且這幅畫現在被珍藏在大馬士革的博物館裡面。一位荷蘭考古學家於1997年9月拜訪了該地並且拍攝了他能看到的內容。1998年8月由M. 加夫利科夫斯基（M. Gawlikowski）領導的波蘭考古學家團隊被指派開始挖掘工作。他們發現這幅畫是在該年的9月在東部牆垣上所看到的。1997年經由曝光與掠奪而已經消失不見了。敘利亞當局決定就地的保留現場並且使公眾可以方便拜訪該處。這個考慮是要保證進一步的工作（考古以及史學）活動期。

### 規模與年代
這座密特拉寺的主室寬4.80米，為東西兩側。其西牆長6.45米，以及東牆7.20米，為南北兩側縱深。這東牆是天然洞穴的原始岩牆。
沒有左邊的長椅。右邊的長椅的走向是朝著房間的南邊進而沿著南邊的角落走。
在北牆中間有一個壁龕，寬3838米並且高出在房間的地板上。這一定包含了屠牛像的浮雕，屠牛像尚未被發現但可能是在未被挖掘的地區。講台是設立在屠牛像之前，並且後來在講台的右手邊被加了一個小台座，伴隨著兩個台階通向它。在講台前方，而且朝向右邊，設立著一座祭壇，其被發現時已經橫躺地倒在地上了。
中央的居室面积（floor-space）稍微凹進。下面似乎有一個凹陷的空間，還有一個小開口通向裡面，大概是排水渠。在房間內部建造了8層大石塊的牆壁，以支持其上方的教堂，此牆高出約3.5米。這道牆已被挖土機所拆除了。
牆壁和壁龕都污損了，還有畫作也是同樣的情況。在某幾處發現高達六層的畫作。最後兩層繪畫越過講台和台座，並且年代是可以確定的，藉由在講台前面替代的台階，年代不會早於約西元360年。
在使用的最後階段，整個北面、西面與東面牆壁都有被上以繪畫，以及壁龕前面的建築結構也有。在地板上發現了兩層小洞穴。 在下層小洞穴發現了戴克里先的硬幣，可能顯示了密特拉寺的建立日期。在上層小洞穴也發現了一些硬幣，年代全部都是西元四世紀的，還有年代最晚之一的阿卡狄奧斯（西元383年以前）。屬於同期的燈具和陶器也有被發現到。從這可以推斷著這座密特拉寺直到西元四世紀的最後幾年，當這廟堂被圮毀還有建立在其上的教堂之前，仍然還在使用之中的。由於可确定最晚年代的密特拉密教宗教遺跡是出自於西元387年的羅馬碑銘，還有西頓的文物可能是西元389年，這表明著哈瓦蒂密特拉寺是已知道年代使用最晚的一座密特拉寺。
在地板上都有發現了各種各樣的石祭壇，都被推倒了。在西牆中間有一扇門可即進入前廳。
而前廳的入口處則是位於前廳的南邊。

### 聖顏的光
主室西牆有一道水平的縫隙，是向前廳的方向看去。實驗顯示著光通過這道縫隙的出處照射到壁龕上，而且特別的是整個12月直到1月6日光會照耀在密特拉斯聖像的聖顏上（如果正常比例的屠牛像浮雕存在於此壁龕的話）。

### 繪畫
主廳和前廳兩處在人們可以看到的所有牆壁之上都被豐富地畫上宗教繪畫。

#### 主室
包含人物的繪畫帶是110厘米高，在其上方到天花板有一個寬的紅色帶。在這下方則是幾何圖案的護牆板牆裙（dado），這也涵蓋了講台。
於壁龕右側的場景描繪，從這一側的最左邊開始略述：
一、宙斯與巨人族之間的戰鬥。這尊神的繪畫保存比較不完整，但仍可看到但穿戴著披風和靴子。兩隻怪物在祂的兩側，裸體的，人類雙腿的末端被蛇盤曲在其上。畫像的頭已經不見了。
二、一尊勝利的宙斯被顯示在洞穴的東北角，於宙斯與巨人族之間的戰鬥的右邊，坐在寶座裡面一個圓形的花圈上。
三、在東側的牆上，其接下來，是密特拉斯被描繪為一位從岩石中誕生的年輕人，祂被一條龐大的蛇給圍繞盤曲著。祂被描繪為裸體但是祂的手上握著一頂弗里吉亞無邊便帽。
四、一位裸體男孩在柏樹之中，又伴隨著一頂弗里吉亞無邊便帽。
五、一尊巨大身材且衣冠楚楚的太陽神，連同舉起了雙手。
六、更進一步地沿著東側牆壁，這些畫作幾乎完全消失了。一個碎片可能意味著正是由密特拉斯所攜帶的公牛畫像上面掉下來的。
加夫利科夫斯基提出著這樣的看法是這一系列可能是有意為了將密特拉斯同其他的神明──也就是說，阿波羅、阿提斯（Attis）以及索爾──來做出辨認。
於壁龕左側的場景描繪，從這一側的最右邊開始略述：
一、一道有拱門的城牆。在牆的頂部，有一排猙獰醜惡和可怕嚇人的頭顱，帶有毛茸茸的頭髮以及被磨碎的牙齒。每一個都被一條黃色長線所打傷，顯然是一縷光的射線。其中一個頭顱業已掉落到了門外的地面上了。
二、一名穿戴富裕的男子貼近的站在一隻巨馬旁邊，在此人腳上伴隨一隻用鐵練鎖住的惡魔。
三、另一位人物（畫像已模糊了）。
在房間的西南角是一個狩獵場景。
在南邊的牆壁是保存不良壁畫的碎片，顯示出一匹馬向右移動還有三組波斯髮型，也許表示著在一條路線上前進的騎士。
這些人物的眼睛已經被刮傷了，大概是由建造教堂的石匠所造成的。
天花板畫是對稱的並且有一個精巧的框架。裡面是一籃的葡萄在兩側有兩隻鳥（可能是孔雀？）和兩碟盤子。在早期的繪畫層上應該會有一幅密特拉斯的聖像，因為在連同祂大希臘字母名號一起的石膏碎片被重新找回了。
在惡魔的描繪下面沒有長椅的設置。在右邊的長椅有被找到。最後的儀式還有剩下一些膳食殘餘，由雞肉和豬肉所構成的。幾盞燈具和燈具碎片，材質是以陶器和玻璃製成，年代約為西元四世紀到西元五世紀，也有被發現到。

#### 前廳
在北邊的牆壁上是兩隻獅子的場景，彼此對峙的，撕裂了黑色人類形像。獅子身體保存不完整。相對的人的下半身保存得更好，穿著一條短裙，有紅色、有綠色。第三位黑人的嘴巴上顯示出流淌著血液，但他的裙子沒有保存下來。
在東邊的牆壁上，門口的北邊，有更進一步的壁畫。右邊畫有一隻巨大的白馬，牠的其中一隻前腿抬起，蹄的部分隱藏著一座四腳架或祭壇，一條蛇圍繞盤曲起來。在馬前面有佇立著一名雄偉的男性人物從他的腰部的繪畫還有保留下來。他穿著紅色長袍到達膝蓋，在前面的裝飾在兩排垂直的珍珠之間帶有鑲邊的寶石。長袍越過了他的褲子，這條長袍穿過他的褲子，其中每條腿也是同样地編織著兩排垂直的珍珠之間帶有鑲邊的寶石。然而，這幅壁畫最引人注目的特點是，那個可憐的同伴被英雄人般的物用鏈子鎖在一起了。鏈子是兩條的，長度是從騎士的手到達黑人的每個手腕，這黑人從背面來看他完全是赤身裸體的，采蹲伏的姿勢。這位人物繪畫整體保存完好，所以非常清楚的是其形象除了正常的身體之外他有兩個明顯不同的頭，轉向相對的側面並且在頸部戴著金屬項圈。

### 隆吉努斯祭壇
與密特拉寺相關聯的物品被重新找回的很少。只有其中的幾個奉獻祭壇有被刻写上文字存在著，顯然地年代是在西元二世紀期間。祭壇上具有一個馬庫斯·隆吉努斯（Marcus Longinus）的名字，乃是以希臘文所刻寫的。
還有神像的腳可能屬於獅頭神靈的。

## 其他的神明

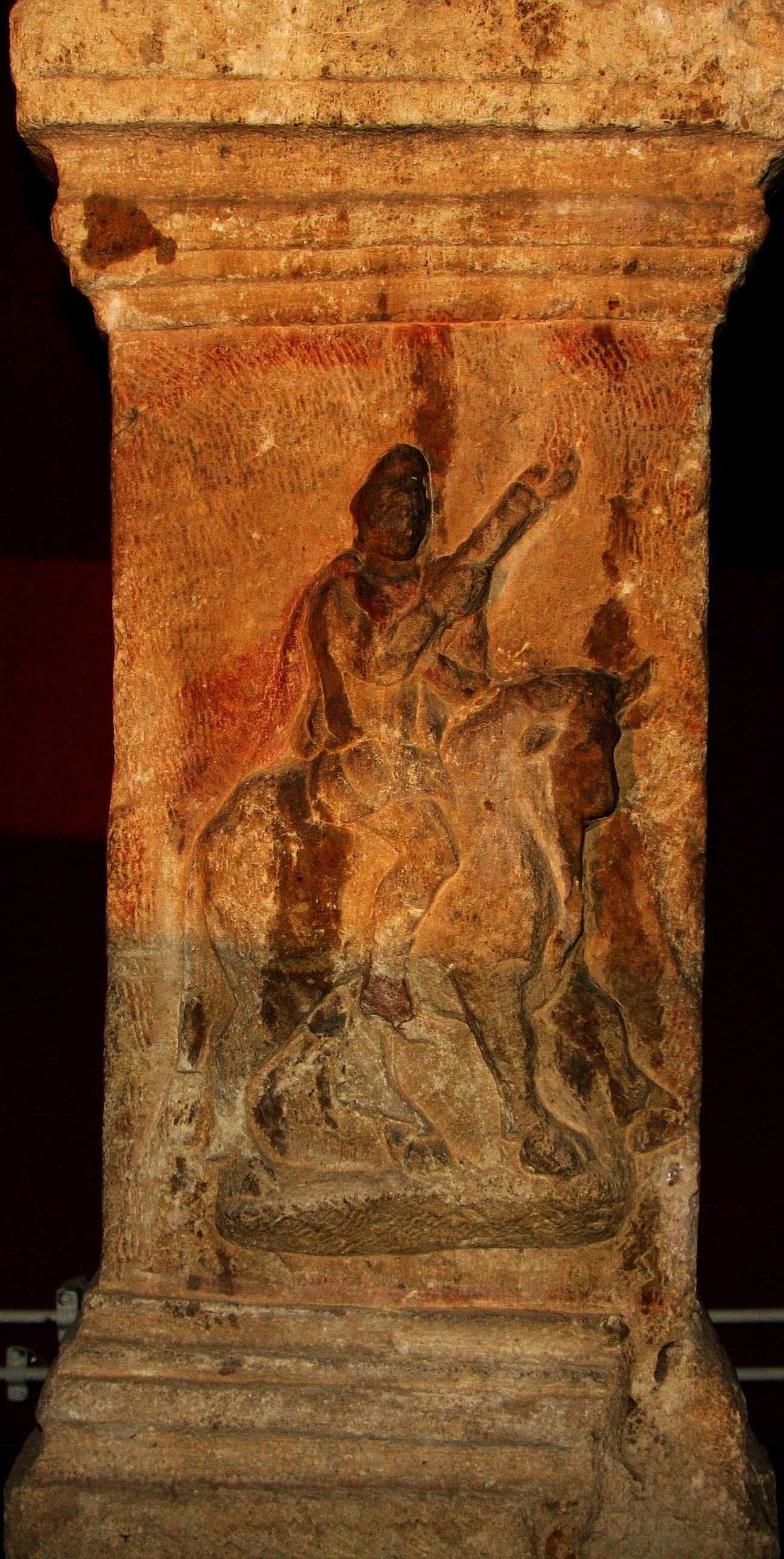
密特拉密教的祭壇上描繪著考泰斯騎乘一頭公牛（錫比烏／赫尔曼施塔特〔Sibiu/Hermannstadt〕，羅馬尼亞）。

這支密特拉斯的信仰教派在羅馬帝國境內的宗教之中具有融合性質的一部分。幾乎所有的密特拉寺都包含著專門獻給其他信仰的神明之神像，並且在其他的聖所之中找到專門獻給密特拉斯的碑銘這也是很常見到的情形，尤其是在朱庇特·多立克努斯的那些聖所更是如此。密特拉教對於羅馬的其他傳統宗教而言並不是非傳統的，而是宗教習俗的許多形式之一，還有也能夠發現到許多密特拉密教的入教者參與了羅馬公民的宗教活動，並且他們（密特拉密教的入教者）還可以作其他秘密宗教信仰崇拜的入教者。

### 法涅斯
密特拉斯有時候會以類似於奧菲斯教的神靈法涅斯的方式來描繪。
在奧菲斯教之中，這尊神靈法涅斯在最初一開始就從宇宙蛋（World-Egg or Cosmic egg）或者是奧菲斯蛋中誕生出來，因而創造出了宇宙天地。有證據表明著關於這項奧菲斯教的教義有時影響了密特拉斯的崇拜。
有一些文獻證據連接了密特拉斯和法涅斯，或者是祂們神格的互換。一份出現在柴樂諾波以及士麥那（位於土耳其西部港市伊茲密爾）的席恩（Theon）有關於宇宙創造八元素的目录之中；大多數元素都是一樣的，但是在柴樂諾波手中的那份目錄第七個元素是‘密特拉斯’，在席恩手中的那一份則是為‘法涅斯’。
這兩份目錄是從羅馬的希臘碑銘所顯示出來的是能夠被確認的史料，即CIMRM 475號，這碑銘乃是由一位“教父”與祭司奉獻給予宙斯－赫利俄斯－密特拉斯－法涅斯（Zeus-Helios-Mithras-Phanes）。

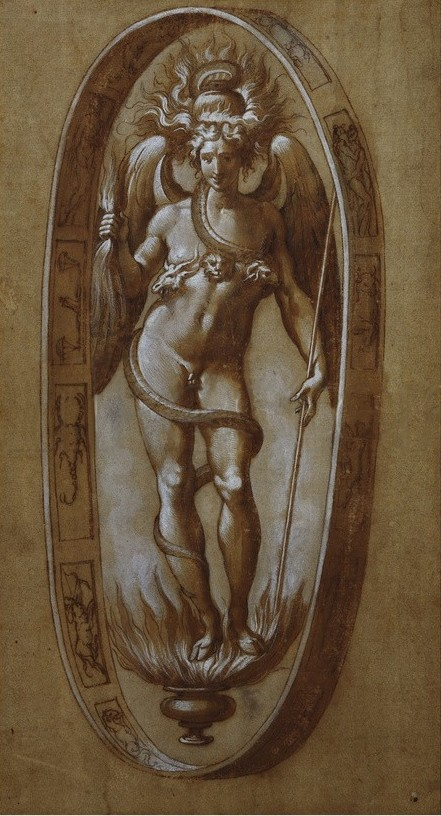
由弗朗西斯科·德·羅西（Francesco de' Rossi）在十六世紀所描繪的法涅斯聖畫。

CIMRM 860號，出自於維科維恩／波柯維西恩（Vercovium / Borcovecium，豪塞斯特兹）在哈德良长城上的浮雕顯示出一尊神靈手握匕首與火焰並且從宇宙蛋之中誕生，都是同樣表現為黃道環（在周圍）的形狀。這件宗教歷史文物是在豪塞斯特兹的密特拉密教洞穴中所發現到的，在兩座奉獻予密特拉斯的祭壇之間，並且在主要信仰浮雕的前方。
CIMRM 985號，是一件類似的浮雕，於1928年被發現在特里爾的密特拉寺裡面，一樣是在兩座祭壇之間，一座是屬於密特拉斯的以及另一座是屬於索爾的，並且又可能有主要信仰的浮雕在其後方。這浮雕描繪了密特拉斯從岩石內的一輪黃道帶中之宇宙誕生。密特拉斯一隻手正在握著世界之球，另一隻手則伸出來摸觸著黃道帶。
這些與在義大利摩德納境內埃斯泰画廊（the Galleria Estense，或譯為：埃斯特美術館）裡的浮雕有相似之處，最初是來自於穆蒂纳（Mutina，现名摩德納）或者是羅馬，在許多相同的背景下這浮雕所顯示的神祇是法涅斯而不是密特拉斯。這顯示了法涅斯源自於一顆蛋（宇宙蛋、世界蛋）連同在祂的雙腳附近有火焰噴發而出，在法涅斯的外圍被黃道十二星座所環繞著，圖像與位在紐卡斯爾的相關圖像是非常的相似。
烏蘭西已經解說了在密特拉斯、法涅斯、艾翁，以及獅首神祂們之間的各種相似之處，其中還包括了摩德納的浮雕、原來的奧菲斯教，進入到了密特拉斯的入教者手中，這是根據著一份上面已有刮傷的碑銘之記述。

### 索爾、赫利俄斯、索爾·無敵者

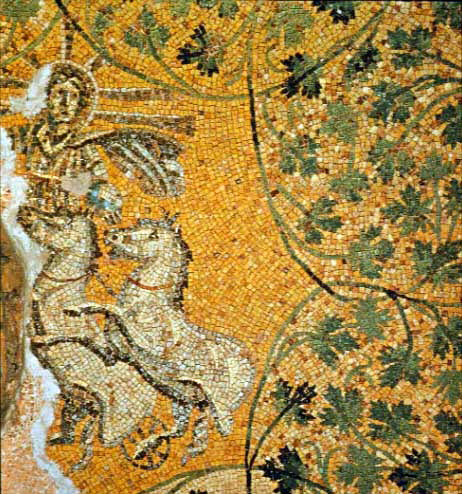
位在梵蒂岡大墓地（Vatican Necropolis）裡邊於陵墓M的索爾鑲嵌圖案。

密特拉斯在碑銘之中素來被描繪成“sol invictus（索爾·無敵者）”（無敵的太陽）。但是索爾和密特拉斯是不同的神靈。invictus（無敵者）這個詞的模糊曖昧之處意味著祂被用來當作許多神靈的頭銜。密特拉教從來沒有成為國家性的信仰，然而，也不像羅馬官方晚期的索爾·無敵者信仰。
儘管密特拉斯祂自己被人們稱呼為索爾·無敵者，“無敵的太陽”，不過祂和索爾還是有以作為獨立的身份出現在幾個場景之中，以關於宴會場景而言正是最突出的例子。於其他場景的特點則是密特拉斯攀登到索爾的戰車後方上、神靈們握著手以及兩尊神明在一座祭壇上連帶著一大塊肉在考托佩斯使用商神杖噴出火舌或者是爆出火花的上方。 一個特殊的場景顯示出索爾在密特拉斯的面前屈膝，密特拉斯握著一個物體，祂手中的東西，被解讀為若不是波斯帽就是公牛的腰腿。

### 朱庇特·多立克努斯

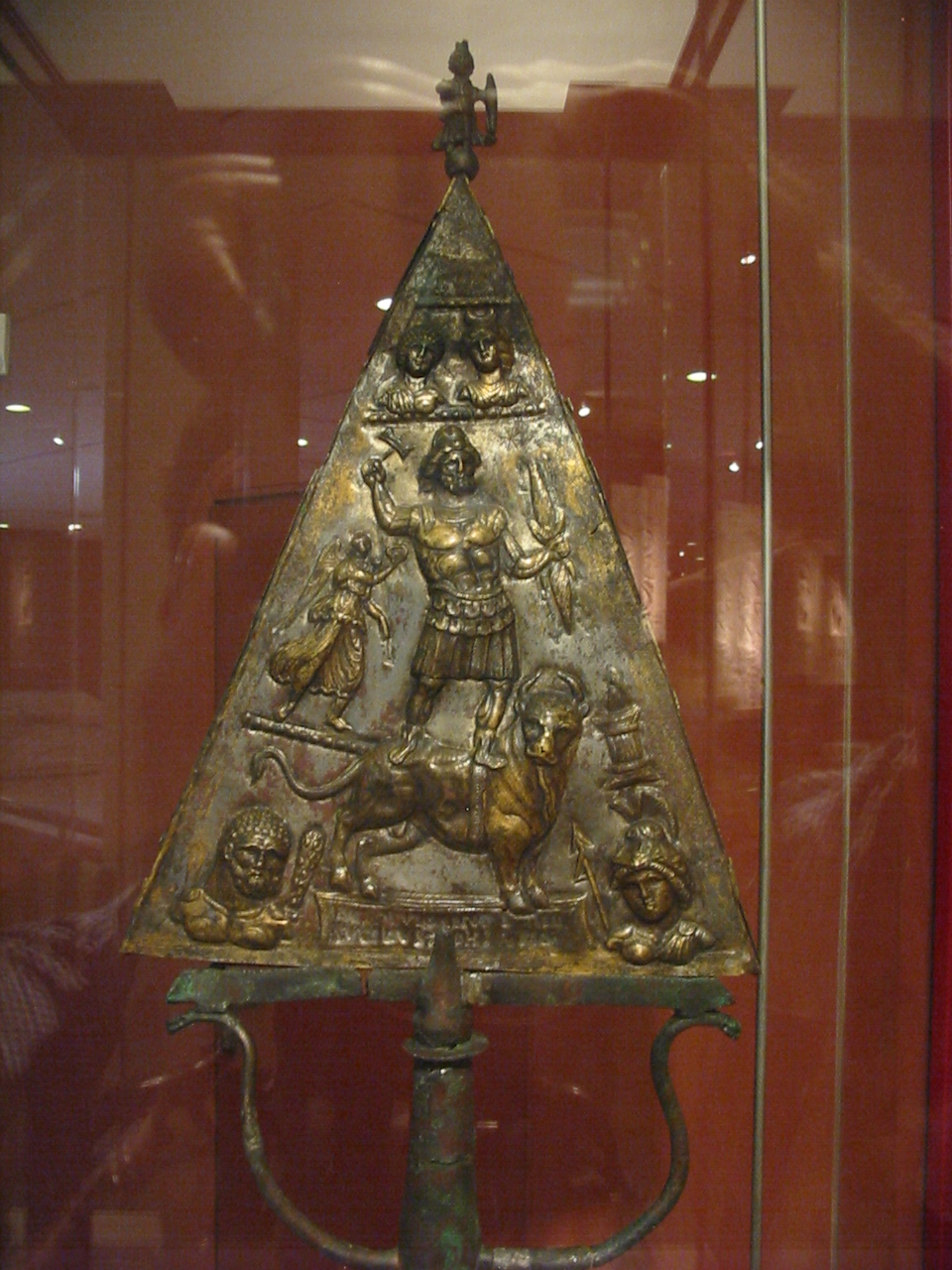
出自於匈牙利克姆勒德（Kömlöd）的朱庇特·多立克努斯的青銅飾板。現今珍藏於布達佩斯匈牙利國家博物館。

朱庇特·多立克努斯，乃為羅馬秘密宗教信仰的神明，起初是赫梯－胡里安（Hittite-Hurrian）當地的豐饒之神，以及位在多立克（Doliche）城（就是現代在土耳其境內東南方的大加濟安泰普市內悉嘎米〔Şehitkamil〕區的一個村莊──杜魯克〔Dülük〕）的雷霆崇拜。後來這尊神靈被賦予了閃米特族的性格，但是，在阿契美尼德王朝的統治（西元前六世紀到西元前四世紀）之下，祂被認為與波斯主神阿胡拉·馬茲達等同，從而成為宇宙之神。通過了希臘人的影響後，祂為宙斯·奧羅馬斯德斯（Zeus Oromasdes）；並且在這稱號之下，祂是與波斯的另一尊神靈密特拉的信仰密切相關。朱庇特·多立克努斯及其配偶的崇拜逐漸向西被帶進了羅馬以及其他軍事中心，後來在西元二世紀與西元三世紀期間，這支教派變得非常受歡迎。在羅馬秘密宗教之中，祂不僅被公認為是天上神明，而且被認為是具備著控制軍事成功和安全的職掌。祂通常的宗教形象表現是站在一頭公牛之上並且攜帶祂的特殊武器，及雙斧與閃電。
而密特拉斯與朱庇特·多立克努斯的信仰的關係，可以從考古學上位於卡農頓的密特拉寺所擁有的建築構造看来像是與當代的朱庇特·多立克努斯神廟有密切相連。另外有兩座密特拉寺是被發現於科馬基尼王國本身的多立克城。該相關書面資料的出版者提出了追溯到西元一世紀的年代，但是一般來說追溯到西元二到三世紀的年代才是优先选用的歷史時期，並且這兩座（密特拉斯的）神廟是與萊茵河邊界的密特拉寺有關。

### 與基督教
早期的基督教護教士指出了密特拉密教和基督教儀式之間的相似之處，但依然對密特拉教採取了非常消極的觀點：他們將密特拉密教儀式解讀為基督教儀式的邪惡副本。譬如，特土良寫道作為密特拉密教啟蒙禮儀的序幕，這入教者及在禮儀結束之時便給予沐浴的儀式，會在額頭上獲得一個被承認的印記。他描述這些儀式為一種惡魔所假冒的基督徒之洗禮以及搽圣油（chrismation）。特土良與許多教父不同，他從來沒有被東方或西方普世的傳統教會認定為聖人，因為他對諸如聖子和聖靈到聖父的明確從屬關係等問題的教誨，以及他譴責寡婦再婚和逃離迫害，與這些傳統的教義相牴觸。但是可以確定的一點是他因理论贡献被誉为拉丁教父和西方基督教神学鼻祖之一。早期的基督教與密特拉斯的崇拜之間關聯的概念是基於西元二世紀的基督教作家殉教者·游斯丁的一份評註而來，他指責了密特拉斯的入教者冒充基督教聖餐儀式。殉教者·游斯丁還將密特拉密教啟蒙領聖禮與（基督教的）聖餐禮一起做了個比較：
譯文：因此在這密特拉斯的秘密宗教裡面模仿中的邪惡之魔鬼也已經流傳了應該執行的同樣事情。對於那些麵包和一只水杯於這些秘密宗教中陳設在這入教者連同著一定的演說你可以知道或者可以學習之前。
原文：Wherefore also the evil demons in mimicry have handed down that the same thing should be done in the Mysteries of Mithras. For that bread and a cup of water are in these mysteries set before the initiate with certain speeches you either know or can learn.
基於此，歐內斯特·勒南在1882年時提出了，在不同的情況下，密特拉教可能已經躍升到了現代基督教的重要地位。勒南對兩個對立的宗教信仰進行了生動描述因而寫道：“如果基督教的發展被某些致命的弊病給抑制了，世界將會是密特拉密教的…”不過在勒南執筆撰寫的時候，在庫蒙收集史料之前，很少有人知道關於密特拉斯（的崇拜）。然而，這個理論從此就有所爭議了。李奧納多·鮑伊（Leonard Boyle）他在1987年寫道：“太多了…已經成了密特拉教對於基督教的‘威脅’，”指出了在整個羅馬市不過是有五十座已知的密特拉寺。J. 阿爾瓦·埃斯克拉（J. Alvar Ezquerra）認為著由於這兩個宗教沒有同樣相似的宗旨，事實上兩個宗教團體的宗旨是不同的，於此密特拉教從來沒有接管羅馬世界的真正威脅。還有密特拉斯信仰沒有普及任務上的意圖，甚至在其受歡迎程度的高峰期也沒有過。
根據瑪麗·博伊斯所述，對於位在西方的基督教而言密特拉教是個強而有力的敵人，雖說她對在東方持有懷疑態度。菲利波·夸雷利（Filippo Coarelli，在1979年的時候）已把四十個實際或可能的列成表並估計著羅馬將有“不少於680～690座（not less than 680–690）”的密特拉寺。劉易斯·M. 霍普費声明著多于400處的密特拉密教遺址已被發現。這些遺址遍布了整個羅馬帝國地點從遠在位於東邊的杜拉·歐羅普斯，以及直到西邊的英格蘭都有。他，連帶的，那麼說了密特拉教可能是基督教的對手。大衛·烏蘭西認為勒南的言論“有些誇張”，除了將密特拉教視為“羅馬帝國境內基督教的主要競爭對手之一”之外。烏蘭西注意到了對於理解“基督教信仰到誕生其文化的基体（the cultural matrix out of which the Christian religion came to birth）”密特拉教的研究同樣是非常重要的。
沒有任何方向的證據來表明在密特拉斯的崇拜和早期基督教之間有直接的影響。更準確地說這樣的類似性既然會存在是歸因於兩者出現在共同的環境。
在西元二世紀的哲學家克理索（Celsus）提供了一些證據來證明了奧菲特·諾斯替（Ophite gnostic）教義思想影響了密特拉斯的秘密宗教。

#### 共同概念
在較古老的學術文獻之中基督教與密特拉斯的崇拜之間出現了許多應該的相似之處。一般來說這些都是基於推測，或者是起於試圖通過觀察基督教思想而對密特拉斯的崇拜散發出了一些理解。
費爾馬歇仁在1975年時寫道相似之處來自於共同文化世界的存在。除了這個相同因素之外，而不是（直接的）在任何一個方向上有看到借用的跡象，曼弗雷德·克勞斯也持相同的意見。
一些極其猖獗的聲稱──那密特拉斯有著12位門徒、是一名流浪的導師、死亡與再次升天，等等。──在密特拉斯與耶穌之下作為替代的被討論著。

##### 在12月25日出生
庫蒙陳述到了密特拉斯的誕生日是在12月25日，在舉行太陽盛宴的基礎上於這個日子中還有密特拉斯（的聖誕可能會一起慶祝），當然了，也都包括。這個想法只是猜測，但已被廣泛接受。克勞斯重複了這一說法。但貝克表示說事實並非如此。事實上他稱這個主張為“古老久远的‘事實’”。他接著說道：“事实上，唯一的證據就是在费罗卡鲁的历法上無敵者誕辰慶典的日期。‘無敵者’當然就是索爾·無敵者，（羅馬皇帝）奧勒良的太陽神。其非遵循著一尊不同的、早期的，以及非官方的太陽神，索爾·無敵者·密特拉斯，是必然的或者甚至是可能的，也是在那天出生的。”
但後來的克勞斯表示：“密特拉密教沒有自己的公開儀式。natalis Invicti〔無敵的（太陽）誕生〕的節日，12月25日舉行，是普遍性的太陽節日，並且絕非是特定於密特拉斯的秘密宗教。（the Mithraic Mysteries had no public ceremonies of its own. The festival of natalis Invicti [Birth of the Unconquerable (Sun)], held on 25 December, was a general festival of the Sun, and by no means specific to the Mysteries of Mithras.）”。
史蒂芬·希曼斯（Steven Hijmans）已详细地論述了是否普遍性的“natalis Invicti（無敵的（太陽）誕生）”的節日與聖誕節有關但是沒有說出密特拉斯作為一個可能來源的問題。

##### 救贖
於羅馬境內在聖塔普利斯卡密特拉寺牆上一段嚴重損壞的描繪文字（CIMRM 485號，約西元200年）可能包含以下言辭：et nos servasti (?) . . . sanguine fuso（英譯為：and you have saved us ... in the shed blood；漢譯為：而且你救了我們…在流淌著血之中）。這個意思是不清楚的，雖然大概是提及密特拉斯屠殺了公牛，因為沒有其他來源言及到是密特拉密教救贖。servasti（救贖）已被視為確定的；但實際上只是一個推測，並且潘切里（Pancieri），乃是考察這個項目最近來的考古學家，他陳述道這應該是錯的。根據羅伯特·圖爾坎所述，密特拉密教救贖與個人靈魂的另一個世俗命運幾乎沒有（產生）關係，而是在人類參與了宇宙中善良創造反對邪惡力量著的鬥爭之瑣羅亞斯德教模式。

##### 水的神蹟
在多瑙河地區的宗教遺跡描繪了密特拉斯在火炬手的面前向岩石上射出弓箭，顯然是要促進水噴將出來。克勞斯陳述道，在膳食儀式之後，這提供了“與基督教顯然是相似的”。

##### 十字架符號
有些學者表示說密特拉斯的入教者在前額上標有十字架的符號。這個想法被描述為（屬於）一個學術上的神話。
這個想法的基礎是建立於特土良，他聲明說密拉斯的追隨者以非特定的方式在額頭上被標記。沒有跡象表明這是一個十字架，或者是一個烙印，或者是紋身，或者是任何一種永久性的標記。

#### 中世紀藝術
出自於十八世紀末的一些作家已經認為著在中世紀的基督教藝術中的某些元素反映出了在密特拉密教裡找到的形象。弗朗茨·庫蒙是其中之一，儘管他是在孤立地（元素）狀況之下研究每一個主題而不是幾個元素的結合以及他們是否在基督教藝術之中以相同的方式來相結合。庫蒙說明了在教會勝過異教之後，藝術家們繼續采用著最初為密特拉斯設計的偶像形像以便來描繪著《聖經》中新的和陌生的故事。“工作坊的束縛”意味著第一批基督教藝術品在很大程度上以異教藝術为基础，以及“服裝和姿勢上的一些改變把異教的場景轉換成了基督教的畫面”。
從此一系列的學者就密特拉密教的浮雕在中世紀羅馬式藝術之中作了可能相之處的討論。費爾馬歇仁表示說這種影響唯一確定的例子就是以利亞乘火馬駕駛的戰車上天空的形象。德曼（Deman）陳述道比較孤立的元素是沒有幫助的，而且應該研究結合（的元素）。他還指出了形象的相似性並不能告訴我們這樣是否意味著意識形態的影響，或者僅僅是工藝的傳統。然後他提供了一張對比密特拉密教圖像的中世紀浮雕表單，但是謝絕從這張表單得出結論，因為這些將會是主觀的。

#### 遺跡
幾座保存最完好的密特拉寺，這些密特拉寺尤其是在羅馬境內像是位在聖克萊門特宗座聖殿（而且位在聖塔普利斯卡，是現今在基督教教堂下面被發現的密特拉寺。在一些情況下教堂最初是建於西元五世紀荒廢的、具崇高威望的建築物頂端，並且其中一些曾經在地下室裡含蓋著密特拉寺。
有證據表明著奧斯提亞境內密特拉寺的密特拉斯公共浴場可能在西元四世紀中葉被轉換成教堂了。這年代是根據著建築技術，以及字母Α（α，發音：alpha）和Ω（ω，發音：omega）的存在來做追溯的。
在英國早期基督教教會的一項研究結論得出了那裡的證據顯示有傾向於避免將教堂定位在原先密特拉寺的遺址上。
在十一世紀初的英格蘭，於林肯境內的聖彼得在高斯（St.Peter-at-Gowts）教堂增建了一座塔樓，那裡有一個非常飽受風化的浮雕被并入石工工程裡，可能來自於羅馬林肯一座未知的密特拉寺。祂被認為是獅首神的浮雕，通常描繪成帶有著一雙鑰匙。有人認為著這種浮雕可能於十一世紀時被人們在其描繪聖彼得和他的兩把鑰匙的印像下重新的被使用著。

## 延伸閱讀
- Cumont, Franz. Textes et monuments figurés relatifs aux Mystères de Mithra : pub. avec une introduction critique, 2 vols. 1894-6. Vol. 1 is an introduction, Vol. 2 is a collection of primary data, online at Archive.org here , and still of some value.
- Jitărel, Alin (2005). "Social Aspects of Mithraic Cult in Dacia". Analele Banatului, seria Arheologie-Istorie (The Annals of Banat) (in Romanian and English). Timișoara, Romania: Editura Grafite. ISSN 1221-678X. Archived from (PDF) on 2 January 2010.
- Turcan, Robert. Mithra et le mithriacisme, Paris, 2000.
- Meyer, Marvin. The Ancient Mysteries:A Sourcebook of Sacred Texts（页面存档备份，存于）, 1987.
- Ulansey, David. Mithras and the Hypercosmic Sun.
- Ulansey, David. The Mithraic Lion-Headed Figure and the Platonic World-Soul（页面存档备份，存于）.
- Beck, Roger. The seat of Mithras at the equinoxes: Porphyry, De Antro Nympharum 241.
- Méndez, Israel Campos, In the Place of Mithras: Leadership in the Mithraic Mysteries.
- Méndez, Israel Campos. Elementos de continuidad entre el culto del dios Mithra en Oriente y Occidente（页面存档备份，存于）, [Elements of continuity between the worship of the god Mithra in East and West].
- Richard Gordon, Attilio Mastrocinque, et al in Jörg Rüpke A Companion to Roman Religion.
- Mastrocinque, Attilio. Studi sul mitraismo:il mitraismo e la magia.
- Mastrocinque, Attilio. Des Mysteres de Mithra Aux Mysteres de Jesus.
- Turcan, Robert. The Gods of Ancient Rome: Religion in everyday life from archaic to imperial（页面存档备份，存于）.
- Turcan, Robert. Note sur la liturgie mithriaque（页面存档备份，存于） [Note on the Mithraic Liturgy].
- Ronald Hutton（英语：Hutton, Ronald）. The Pagan Religions of the Ancient British Isles:Their Nature and Legacy.
- Gawlikowski, Michal. Hawarte Preliminary Report.
- Gawlikowski, Michal. Hawarte Excavations, 1999.
- Majcherek, Grzegorz. Hawarte:Excavation and restoration work in 2003.
- Gawlikowski, M. . Journal of Roman archaeology. 2007, 20 (1): 337–361  [2017-05-14]. ISSN 1047-7594. （原始内容存档于2017-03-13）.
- Moga, Iulian. Mithra în asia mică şi în regiunile limitrofe. Mirajul originilor. [Mithra in Asia Minor and in regions close].
- Sauer, Eberhard. The end of paganism in the north-western provinces of the Roman Empire:The example of the Mithras cult（页面存档备份，存于）.
- Walters, Vivienne J. The cult of Mithras in the Roman provinces of Gaul（页面存档备份，存于）, Brill.
- Bianchi, Ugo. The history of religions（页面存档备份，存于）.
- Bivar, A. D. H. The personalities of Mithra in archaeology and literature.
- Bivar, A. D. H. Mithraic symbols on a medallion of Buyid Iran?.
- Bromiley, Geoffrey W., revised edition edited by Kyle, Melvin Grove, The international standard Bible encyclopedia.
- Jacques Duchesne-Guillemin（英语：Duchesne-Guillemin, Jacques）, Etudes mithriaques: actes du 2e congrès international. (Some portions are in English).
- Harris, J. R. "Mithras at Hermopolis and Memphis", in Donald M. Bailey (ed), Archaeological Research in Roman Egypt (2004). Journal of Roman Archaeology.
- Kaper, Olaf E. "Mithras im ptolemäischen Ägypten", in Peter C. Bol, Gabriele Kaminski, and Caterina Maderna (eds), Fremdheit-Eigenheit: Ägypten, Griechenland und Rom : Austausch und Verständnis (2004). Prestel.
- Lane Fox, Robin, Pagans and Christians.
- Nicholson, Oliver. The end of Mithraism, Antiquity, Volume: 69 Number: 263 Page: 358–362.
- Roll, Israel. The mysteries of Mithras in the Roman Orient:the problem of origin.
- Mary Beard, John A. North, S. R. F. Price. Religions of Rome: A history（页面存档备份，存于）.
- Mary Beard, John A. North, S. R. F. Price. Religions of Rome: A Sourcebook（页面存档备份，存于）.
- Will, Ernest. Le relief cultuel gréco-romain, (1955).
- Nilsson, Martin P. Geschichte der griechischen Religion, Volume 2.
- Marleen Martens, Guy De Boe. Roman Mithraism, (2004).
- P. Athanassiadi. A contribution to Mithraic Theology: The Emperor Julian's Hymn to King Helios（页面存档备份，存于）.
- Gwynn, David M. Religious diversity in late antiquity.
- Kurt Weitzmann（英语：Weitzmann, Kurt）, ed. Age of spirituality: late antique and early Christian art, third to seventh century（页面存档备份，存于）, no. 173-175, 1979, Metropolitan Museum of Art, New York, ISBN 9780870991790（页面存档备份，存于）; full text available online from The Metropolitan Museum of Art Libraries.

## 外部連結
- Ostia Antica Mithraeum at the Baths of Mithras（页面存档备份，存于）.（YouTube影片）
- Mithraeum 一個專門收集有關密特拉教的宗教遺址／遺跡和參考書目的網站。
- Cumont, "The Mysteries Of Mithra"（页面存档备份，存于）
- Google Maps: Map of the locations of Mithraea
- Archaeology magazine（页面存档备份，存于） 美國考古學院的出版刊物。
- A list of Mithraea
- Article on Franz Cumont（页面存档备份，存于）
- Ostia Mithraea（页面存档备份，存于）
- Literary sources（页面存档备份，存于）
- A gallery of monuments and inscriptions（页面存档备份，存于）